# Peinture en Corée

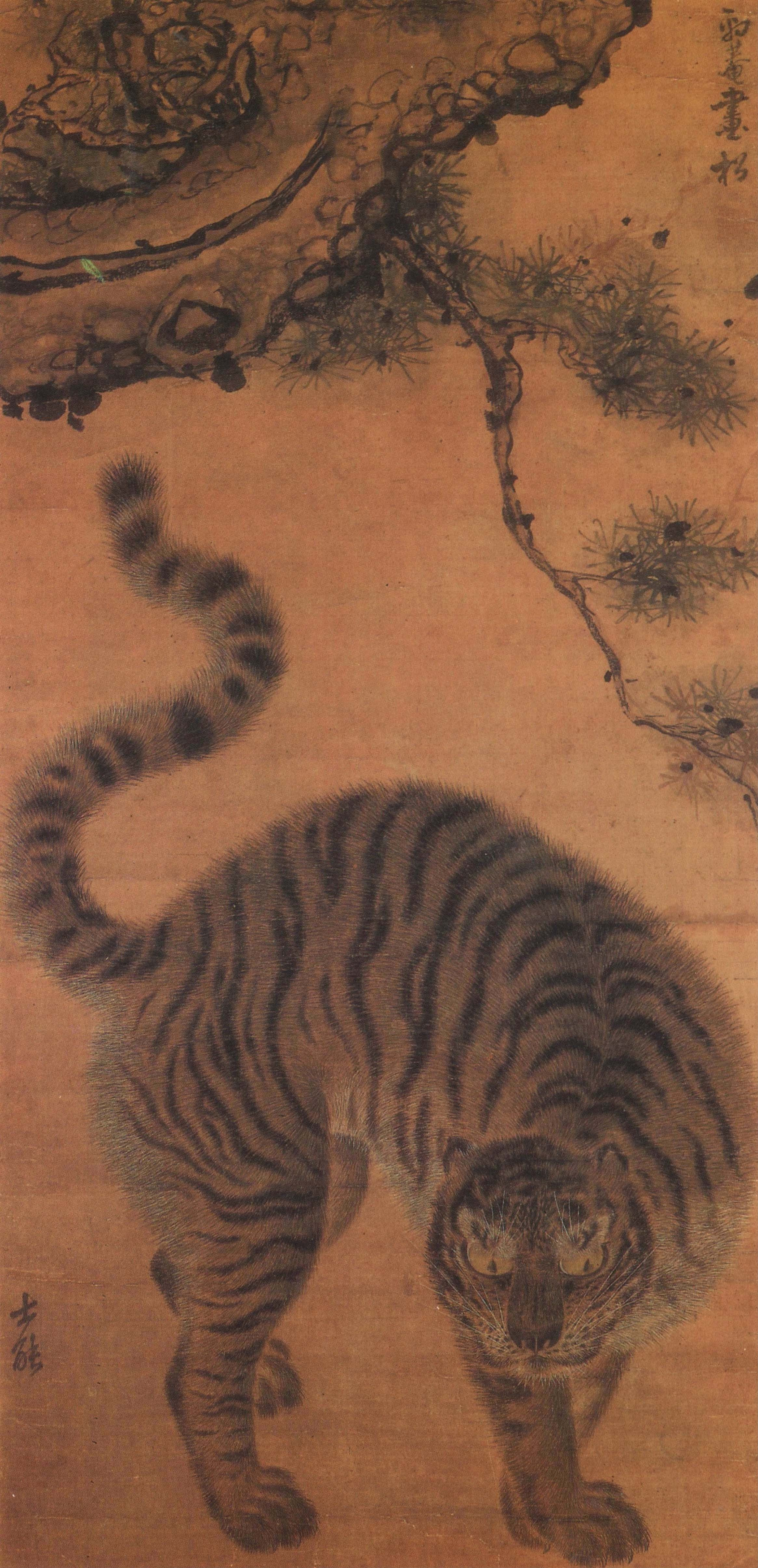
Tigre sous un pin. Kim Hong-do (Danwon) (1745-1806, ou 1816, voire 1818). Encre et couleurs légères sur soie. H. 90,4 cm. Musée d'art Ho-Am

La peinture, en Corée, une forme de l'art coréen particulièrement remarquable, se manifeste sous les formes les plus diverses, depuis les antiques peintures murales, préservées dans les tombes du royaume de Koguryo, les bannières bouddhiques aux couleurs intenses, les peintures de lettrés à l'encre, les paravents décoratifs, jusqu'à la peinture telle qu'elle est pratiquée dans l'art contemporain. La peinture moderne coréenne intègre, par ailleurs, les œuvres des artistes coréens, sur tout le territoire de la Corée, Corée du Nord et Corée du Sud et au sein de la diaspora coréenne dispersée dans le monde.
Les diverses formes du dessin, au pinceau et à l'encre sont légitimement des formes de la peinture en Extrême Orient. La peinture de lettré étant un art de calligraphe, qui travaille au trait et introduit plus ou moins l'eau dans sa peinture. Cette peinture au trait, traditionnelle, sert à réaliser les gravures sur bois, pour l'impression d'ouvrages illustrés, qui sont, ici, parmi les plus anciens au monde. Par contre le dessin gravé sur pierre au cours de la Préhistoire, comme dans le cas des pétroglyphes de Bangudae, relèvent, plus généralement, de l'art coréen.

## Catégories et genres

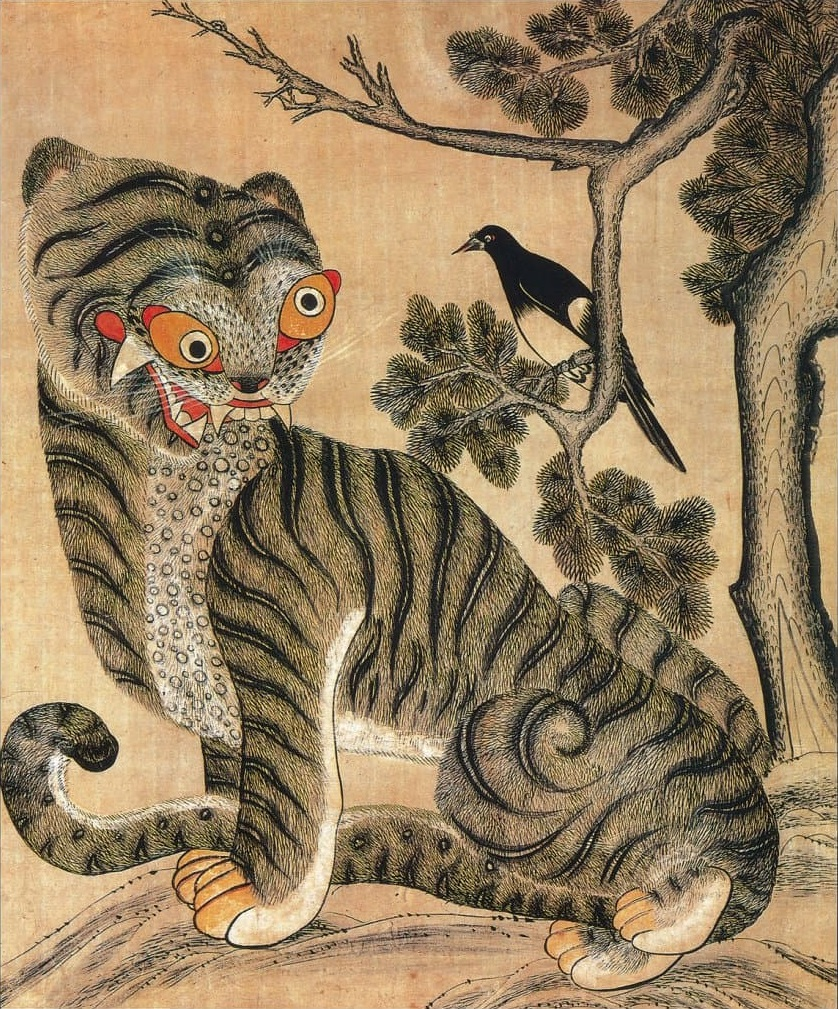
Peinture populaire minhwa :
Le tigre et la pie

Tout au long de l'histoire de la peinture coréenne, il y a eu deux catégories de peinture : la peinture de professionnels et la peinture des lettrés. Les peintures de lettrés, de tradition chinoise depuis le Xe siècle ne sont pas commercialisées, en principe, mais échangées ou offertes en cadeau. Elles sont réalisées à l'encre et avec des couleurs discrètes (« couleurs légères »), sur de la soie ou sur du papier, du papier de mûrier en particulier. La peinture de professionnels, qui faisait un usage intensif de la couleur, de tradition plus ancienne, en Corée au IVe siècle ornait certaines tombes princières, dès l'époque Koguryo, mais aussi les bâtiments officiels, les maisons des notables et les temples, et dans ces derniers, des bannières représentant des divinités, et elle entrait dans la fabrication des masques, utilisés lors des festivals. Ces professionnels réalisaient, au moins à la fin de l'époque Joseon, des commandes de paravents pour certains lettrés, et des images à fonction rituelle, ces minhwa, une peinture populaire que l'on rencontre aussi sur des tombes et sur les portes. Enfin les peintures chamaniques, rares à avoir survécu aux cérémonies. À côté de la peinture, proprement dite, il ne faut pas oublier la longue tradition des gravures sur bois, qui apportaient des illustrations dans les ouvrages bouddhiques. Ces dernières serviront de référence à un courant de l'art moderne coréen, l'Art minjung, issu du mouvement social Minjung.
Les sujets des peintures sont donc variés. Tout comme dans la peinture chinoise, au sein de la peinture de lettrés on peut distinguer plusieurs genres : la peinture de paysages, le sansuhwa ([montagne et eau], proche de la peinture shanshui), les portraits et la peinture des oiseaux et des animaux, le yeongmohwa (comparable à la peinture « fleurs et oiseaux » chinoise, mais très distinct de celle-ci). Ces premiers sujets, sur rouleaux individuels et sur feuilles d'albums ou éventails, mais même sur des lampions (ces deux derniers étant parfois intégrés comme des feuilles d'albums) sont réalisés par des lettrés, à époque Joseon, et selon une hiérarchie propre à la Corée qui place le bambou au sommet, puis le paysage, le portrait et ensuite animaux, « fleurs et oiseaux ». Les professionnels réalisent les paravents, qui peuvent accueillir des paysages, des caractères calligraphiés, des représentations d'intérieurs-types : la bibliothèque du lettré, et bien d'autres motifs, parfois accompagnés d'un motif géométrique. Les minhwa mettent souvent en scène le tigre et la pie.
La distinction entre peinture de professionnels et peinture de lettrés est fondée sur les différences de statut selon l'idéologie néo-confucéenne : la peinture de lettrés, (ayant reçu une culture littéraire) qui se fondait sur les qualités expressives de la calligraphie et des jeux de l'eau sur le support, blanc, n'employait que quelques couleurs légères, l'usage de la couleur vive aurait rendu vulgaire la peinture et aurait entravé l'imagination. À l'inverse, dans l'art religieux, surtout bouddhiste à cette époque, les bâtiments en bois étaient souvent décorés avec des couleurs brillantes suivant les traditions de l'architecture chinoise. De même, les influences de l'art bouddhique et de l'art indien poussaient à une riche utilisation des couleurs pures. Les peintures utilisées lors des pratiques chamaniques étaient tout autant colorées.
La peinture religieuse coréenne suit la tendance générale de l'art en Asie. Elle est basée sur l'art bouddhiste, représentant Bouddha ou des moines bouddhistes. L'art confucianiste, représente habituellement des lettrés au repos ou étudiant dans des montagnes.
Les bouddhas sont souvent représentés avec un visage de Coréen, en position de repos. L'aura n'est pas forcément en or, elle peut être représentée par des couleurs plus claires. La représentation des visages tend vers le réalisme mettant en valeur leur humanité et leur âge. Les visages et des drapés du XVe siècle, ne présentent aucune « ombre ». Ils sont alors indiqués par un trait d'encre, mais des nuances permettent d'indiquer légèrement les volumes à partir du XVIIIe siècle. Tout comme chez les artistes occidentaux du Moyen Âge et de la Renaissance, la draperie et les visages sont souvent réalisés par deux ou trois artistes qui se sont spécialisés dans une technique de peinture particulière. L'iconographie suit les règles de l'iconographie bouddhiste pour la peinture bouddhiste.
Les portraits, des rois et des lettrés, sont représentés suivant les codes du portrait chinois, en aplats de couleurs et au trait d'encre. Le costume traditionnel n'a subi que de légères variations, c'est le hanbok. Leurs robes monochromes distinguent les périodes, le rose étant porté par les lettrés au XVIIIe siècle. Les chapeaux traditionnels des hommes (gat), sont toujours de couleur noire.

## Peinture Koguryo (v. 370- 668)
Les tombes conservées sur le territoire de l'ancien royaume de Koguryo (seconde moitié du IVe siècle - 668) s'élèvent à environ 15 000, dont une centaine avec peintures murales, la plupart dans le bassin de la rivière Taedong près de Pyongyang. Leur étude permet de constater en quoi elles se distinguent de l'art chinois qui leur était contemporain. Ce qui clarifie leur appartenance à la culture coréenne de l'époque et écarte toute controverse avec le pays voisin. Dans cette période la tombe d'Anak (no 3), serait la plus ancienne, datée 357, mais l'authenticité de cette inscription à l'encre est en question. La communauté scientifique y voit le portrait du roi Kogugwon, mort au combat en 371. En dehors de cette représentation, construite selon les codes de la peinture de la dynastie Han, où le roi est entouré de ses lieutenants et de sa femme, la plus célèbre peinture est celle des scènes de chasses dans la Tombe des Danseurs, où des cavaliers Parthes sont saisis en pleine action. Les tombes du royaume de Koguryo voient des références complexes se combiner, de manière plus ou moins dense sur la totalité des murs et des plafonds. Les motifs des divinités protectrices des points cardinaux, motifs récurrents, donnent l'occasion de procéder à ces combinaisons en construisant ces figures hybrides et de se jouer de courbes, entrelacées à plaisir.
Les peintures murales du Hōryū-ji, un des trésors du Japon, ont été peintes par Damjing, un moine de Koguryo.

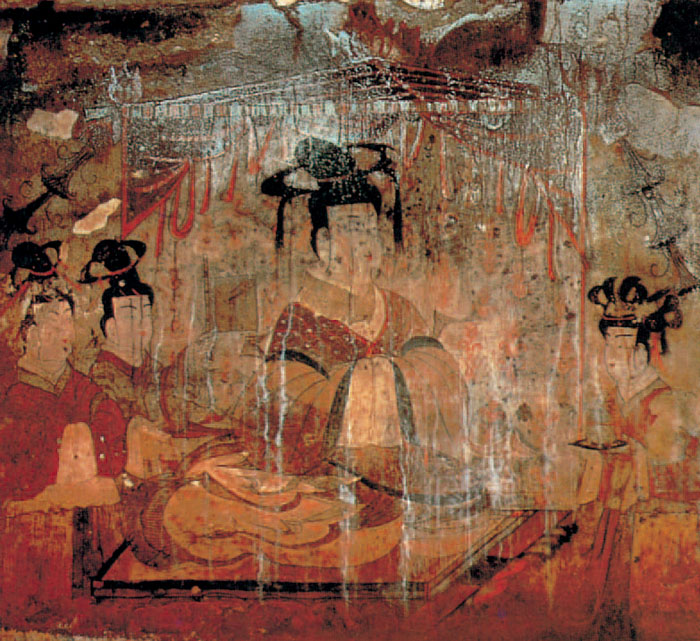
Peinture murale. La femme du roi et ses suivantes (?). Probablement 371.
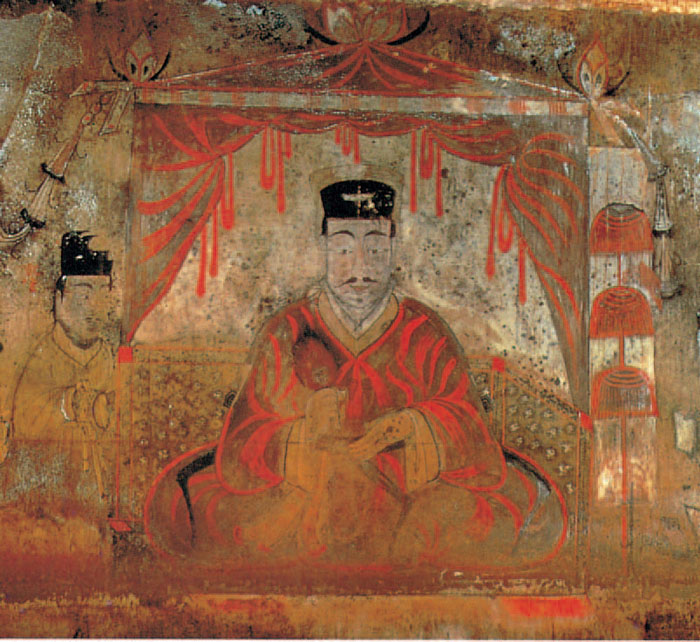
Un roi de Koguryo. Tombe d'Anak numéro 3, Hwanghae[8]. Probablement 371.
Nuwa, déesse de la lune, tombe d'Ohoe no 4. Fin VIe début VIIe siècle. Dawangcun, Ji'an (Jilin)
Peinture murale. Chasseurs Parthes. Tombe de Muyong, Koguryo. Ve siècle. Ji'an (Jilin), actuellement en Chine
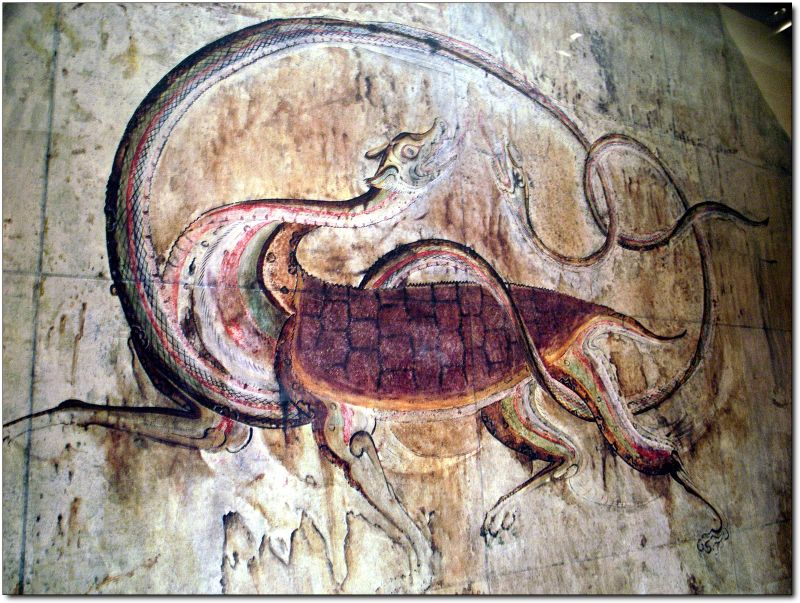
La Tortue noire du Nord /le Guerrier Noir[9] Peinture murale, copie. Trois tombes de Kangso, ici Gangseo Daemyo[10].
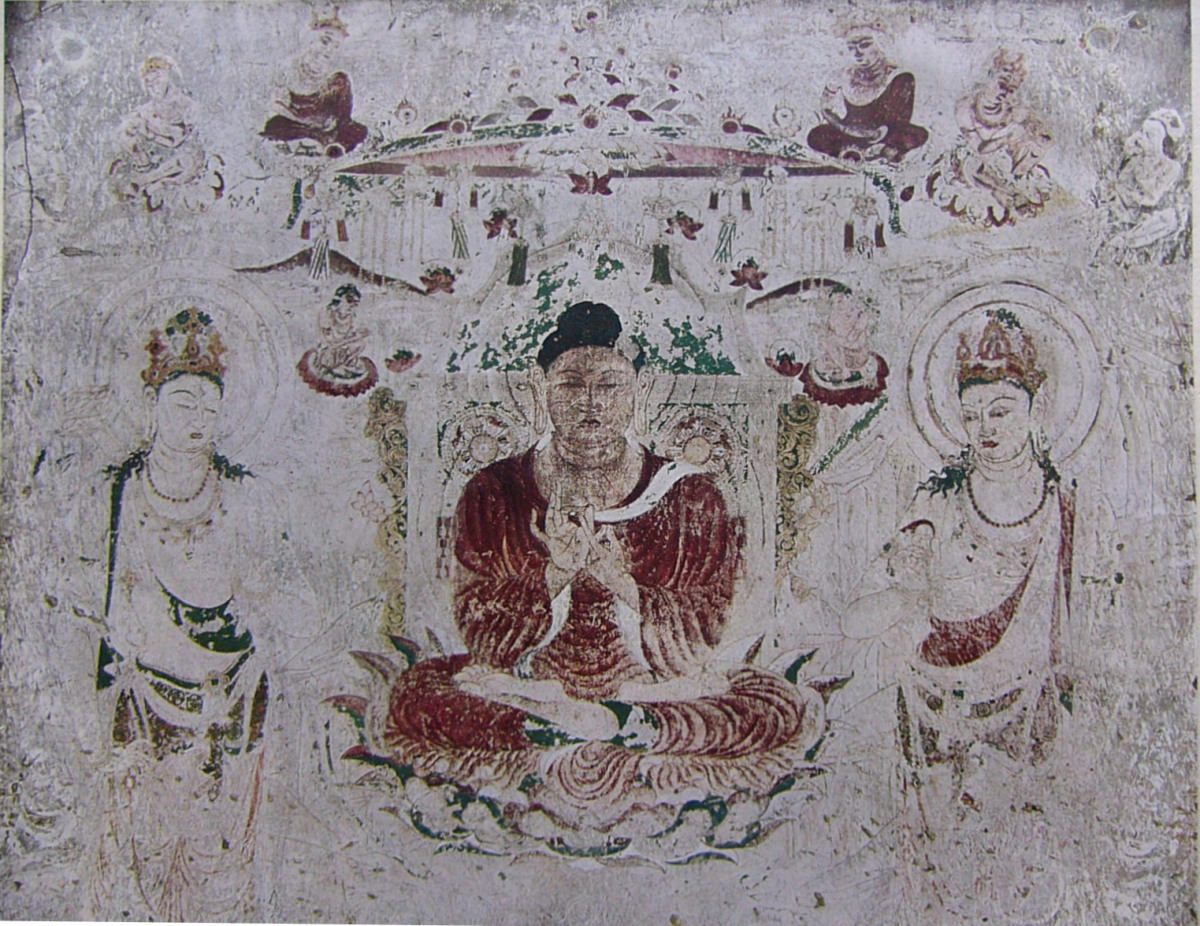
Le paradis d'Amitābha. Peintures murales du Hōryū-ji, VIIe siècle.

La peinture et la calligraphie du royaume de Silla (57 AEC-935) ont totalement disparu. Un mur peint découvert dans le couloir d'une tombe d'époque Tang (706), celle du prince Zhang Huai (Li Xian) représente des envoyés de pays tributaires, dont un envoyé de Silla, avec sa coiffe caractéristique, une couronne conique munie de ses deux branches latérales.

## Peinture Goryeo (918–1392)

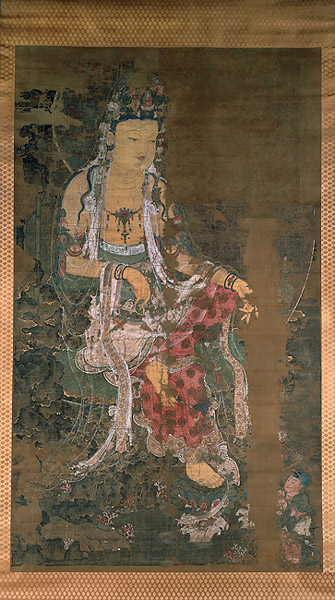
Bodhisattva Avalokiteshvara à la lune. Rouleau vertical, encre et couleurs sur soie. Goryeo, 1310. Temple de Kagami Jinja, Shiga, Japon
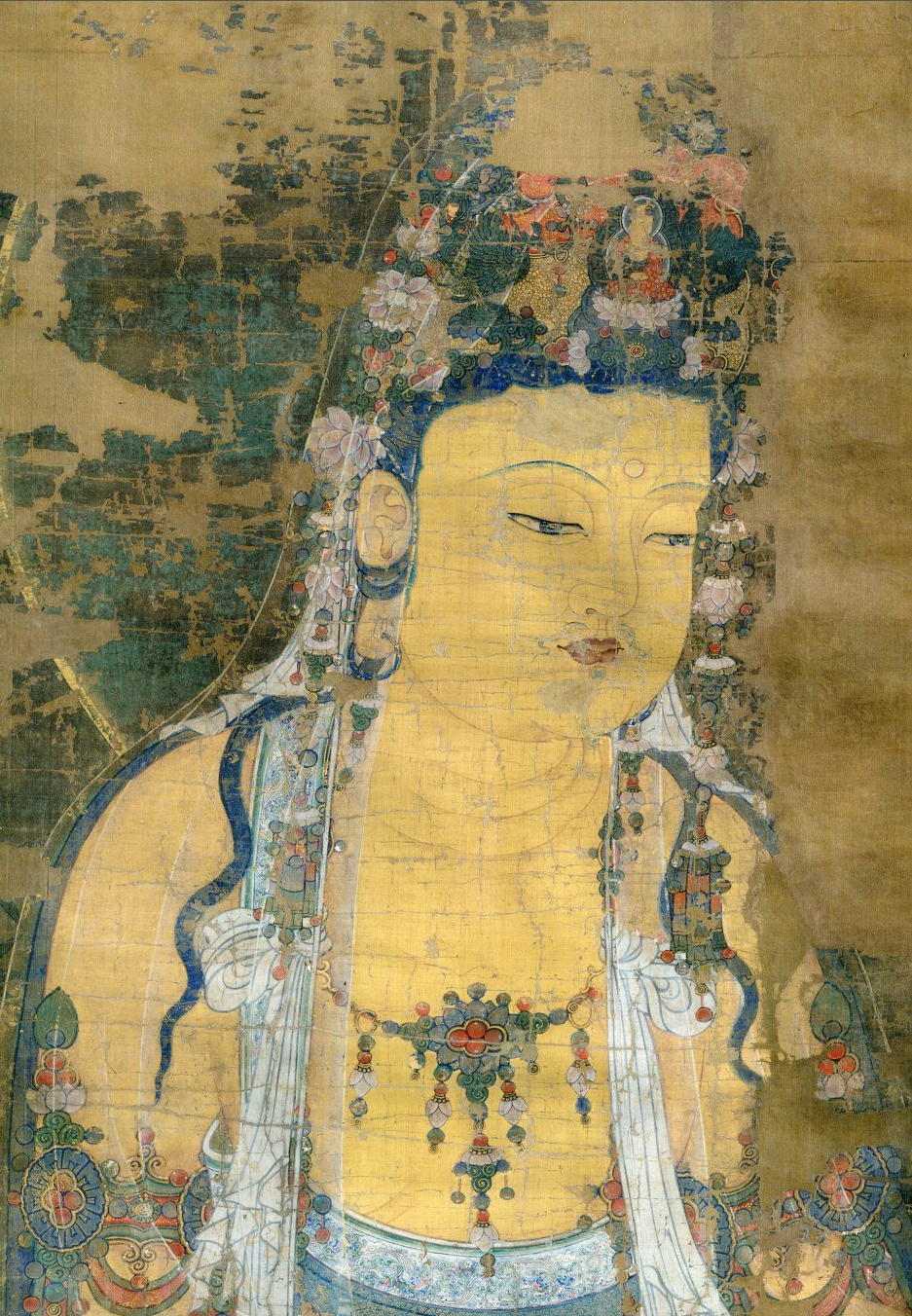
Bodhisattva Avalokiteshvara à la lune. 1310. Idem, détail. Couleurs sur soie. Ensemble : 430 cm x 254 cm
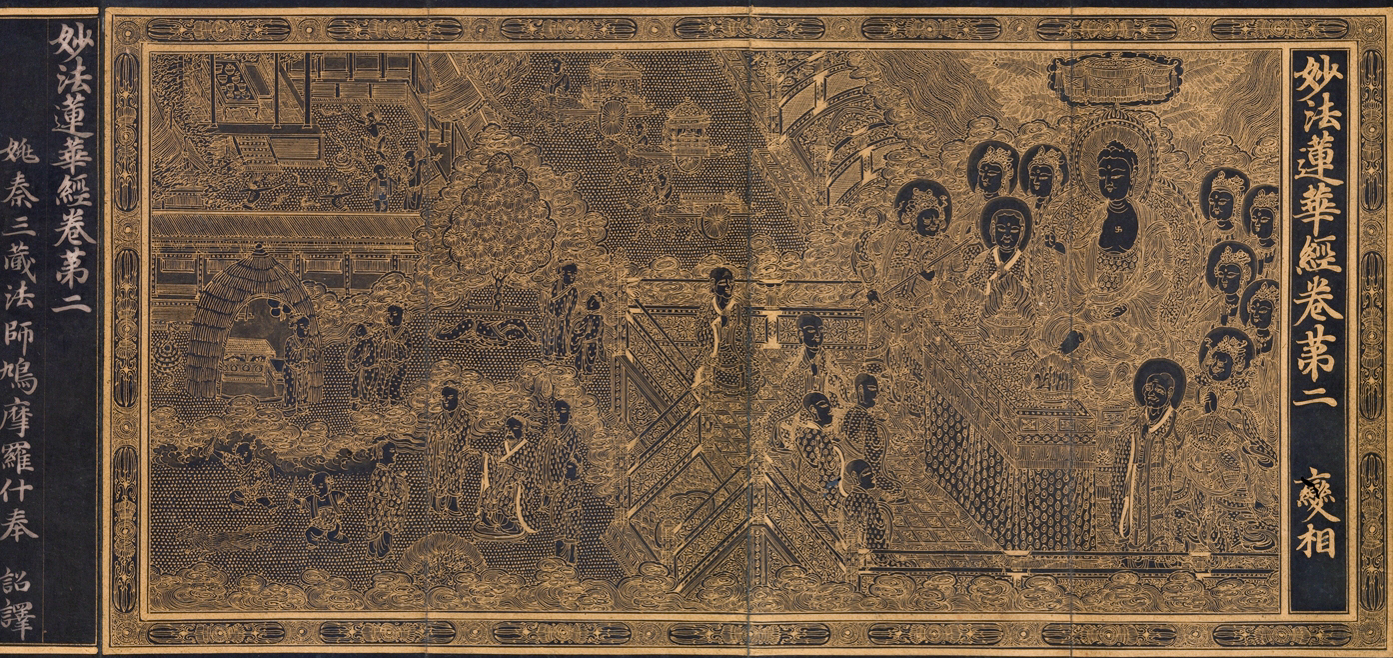
Sūtra du Lotus. Manuscrit, v. 1340, livre pliant, or et argent sur papier de mûrier teint à l'indigo. H. 11,4 cm. The Met.
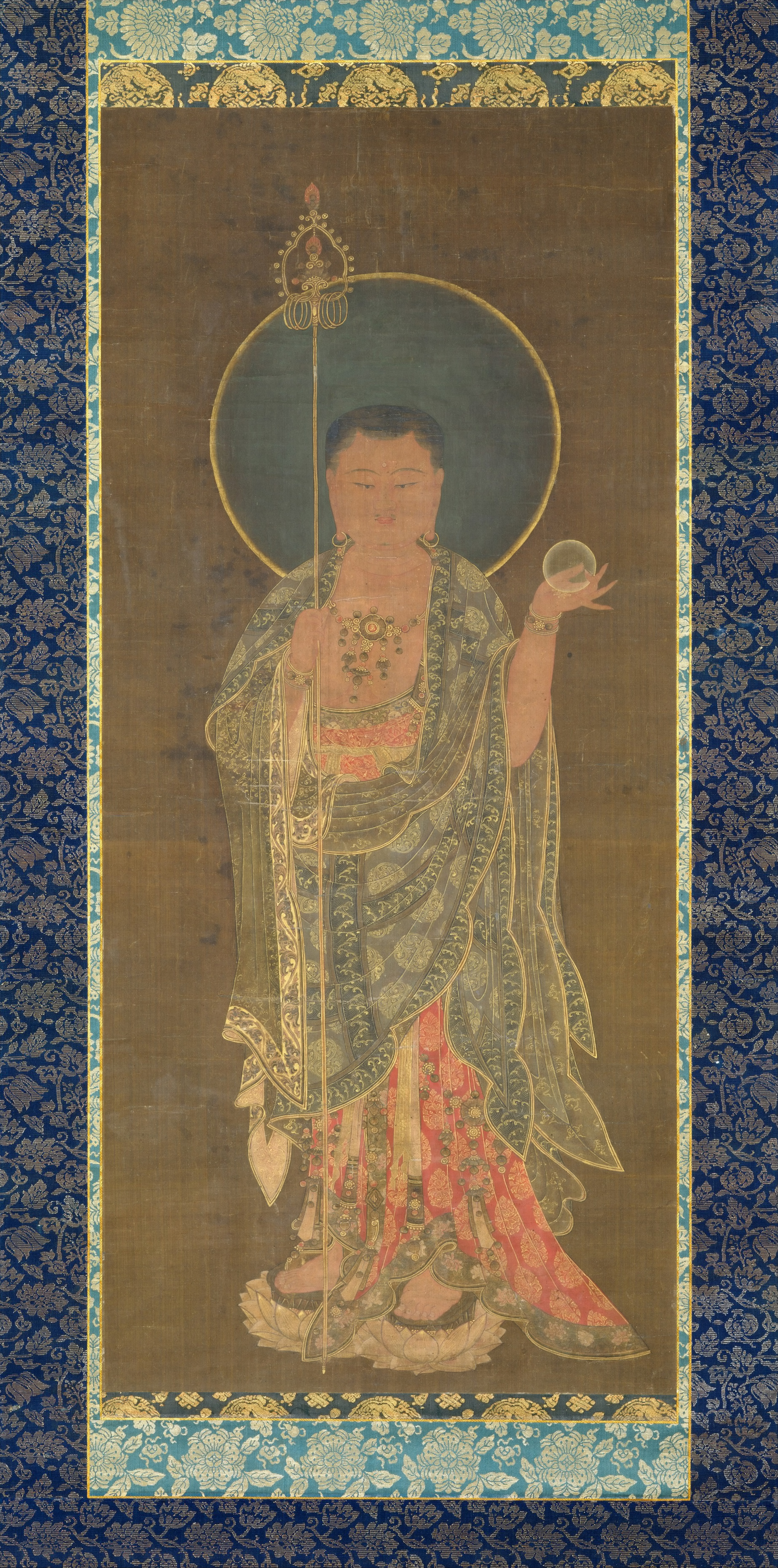
Kshitigarbha (Chijang). Rouleau vertical, encre et couleurs sur soie. H. 84,5 cm. Goryeo, première moitié du XIVe siècle. The Met.
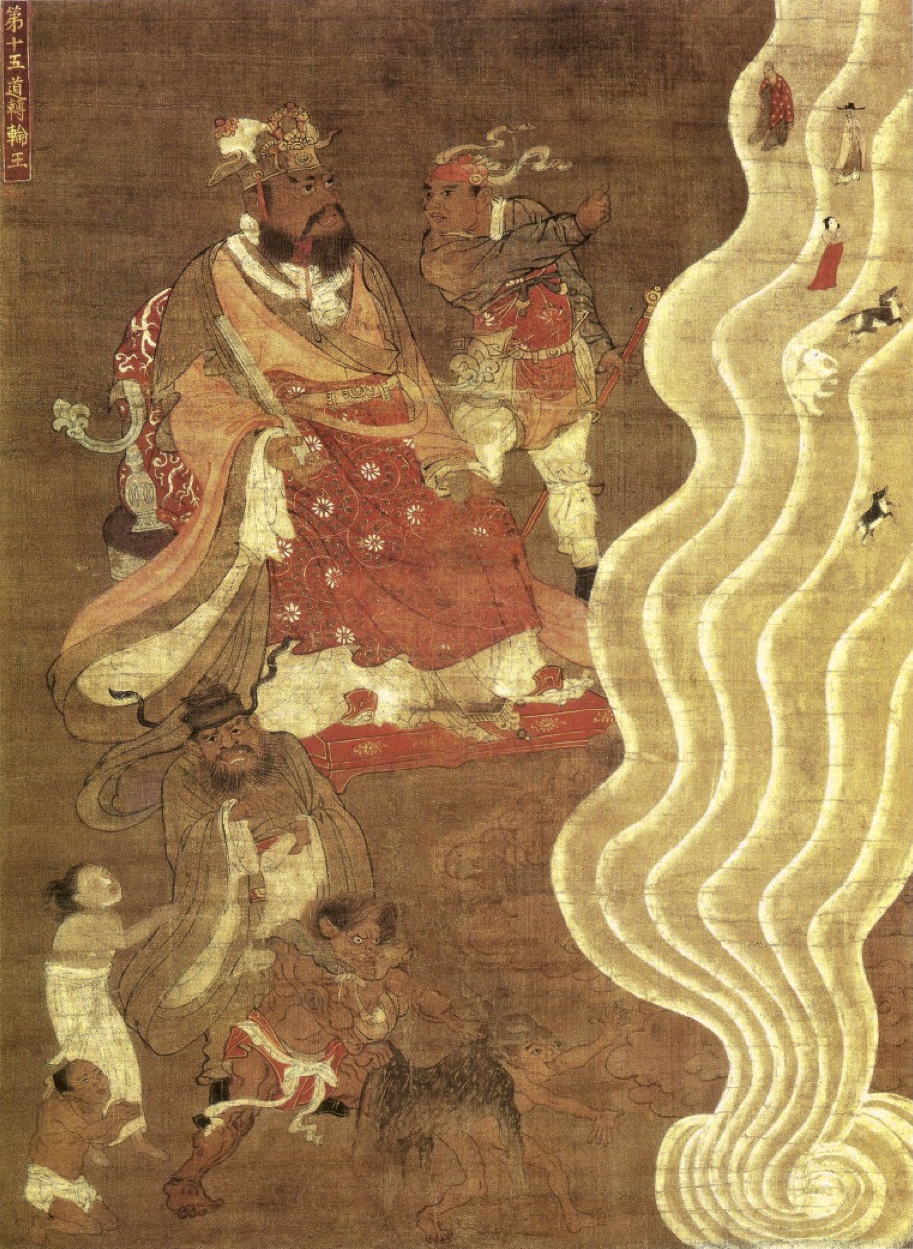
Le dixième rois des Enfers. H. 61.2 cm[15].
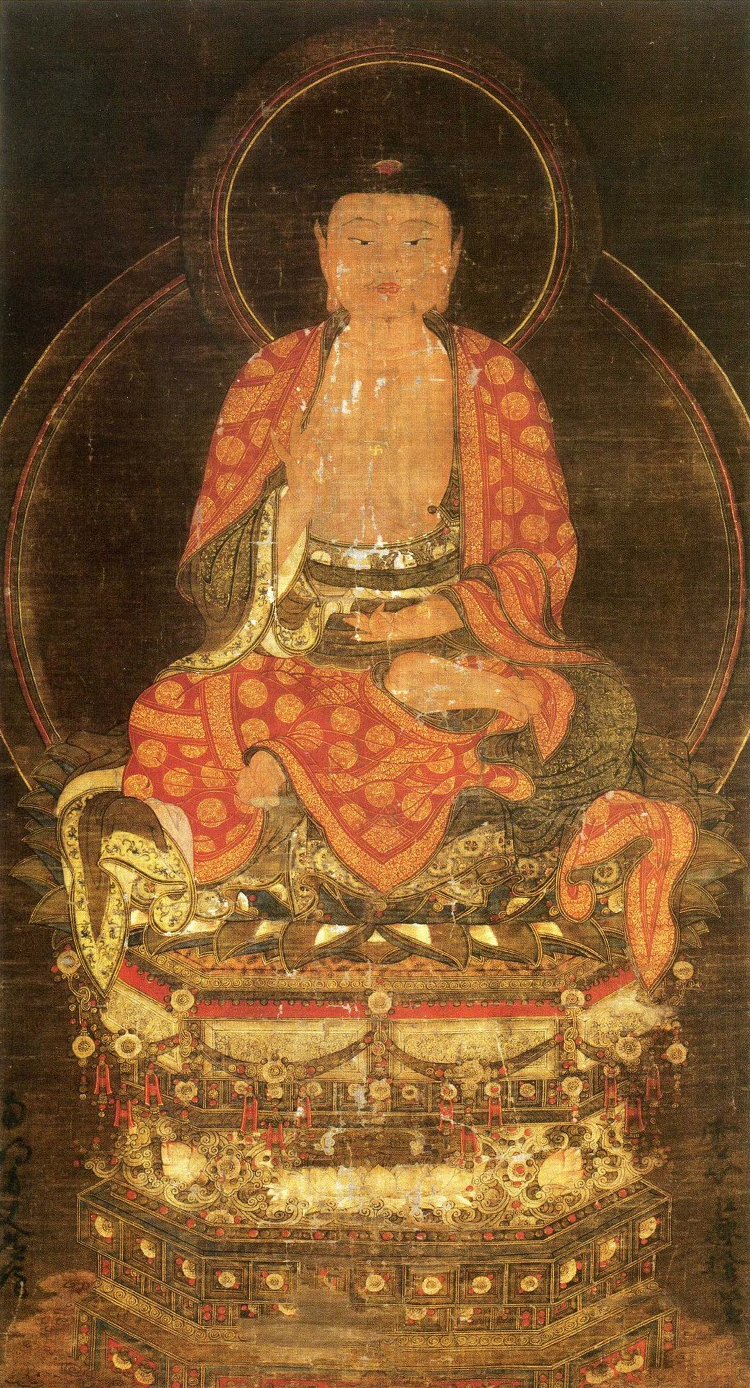
Bouddha Amitabha. Conservé au Gyokurin-in, Kyoto

Les premiers temps de cette dynastie Goryeo sont marqués par une période de prospérité, évidente dans la capitale par le luxe qui s'y déploie ; une période de relations économiques et culturelles pacifiques avec les Song et de grande importance pour la culture coréenne d'alors. La formation des cadres de l'administration est calquée sur le modèle chinois de formation des lettrés ; la poésie y a une part importante.
Le bouddhisme a une place prépondérante, voire omniprésente, dans la culture de cette époque. Les constructions se multiplient et accueillent d'immenses richesses, équivalent à une accumulation de « mérites », tant pour des individus que pour la nation. Le roi fondateur de la dynastie, Wang Geon, étant persuadé que son succès repose entièrement sur l'Église bouddhiste. Dans les monastères, la copie de manuscrits correspond à cette demande des élites, l'accumulation des « mérites » trouvant à se formaliser dans des pages surchargées, travaillées avec méticulosité et des matières précieuses et rares. Par exemple, une œuvre représentant le bodhisattva Avalokiteshvara est particulièrement appréciée pour son élégance et sa spiritualité. Les bannières (taenghwa), dédiées à Bouddha, sont généralement suspendues dans la salle principale ; les autres figures, bodhisattvas, arhats, portraits de moines et des dix rois des enfers, sont placées dans des salles secondaires. Un très grand nombre d'images de divinités tutélaires, bien moins sacrées, ont des places moins définies.
La redécouverte des peintures bouddhistes coréennes s'est effectuée au cours des vingt dernières années du XXe siècle. De nombreuses peintures d'une beauté exceptionnelles se trouvaient dans des monastères, au Japon, depuis le XIVe siècle et étaient considérés comme des peintures chinoises. Depuis 1978 une centaine de rouleaux ont été identifiés au Japon, en Corée et en Occident. Les peintures murales, les plus nombreuses à l'origine, sont aujourd'hui les plus rares (temple de Pusŏk, Yeongju). Les rouleaux verticaux, peints selon les traditions constituées en Chine, représentent le plus souvent Amitābha - en raison de la grande popularité du Bouddhisme de la Terre pure - et des bodhisattvas Avalokitesvara et Kshitigarbha.
De la peinture profane, dite « peinture de cours », rehaussée de couleurs, il ne reste quasiment plus rien. Une scène de chasse, qui serait du roi Kongmin (1352-1374), évoque, dans ce qu'il en reste, des cavaliers mongols traversant une rivière. Par ailleurs, concernant la peinture de lettrés, si la peinture chinoise dite de l'École du Nord - celle des peintres du Xe siècle tels que Li Cheng et Guo Xi - a eu un impact certain sur la peinture coréenne car elle est discernable dans le style des peintures attribuées à Ko Yon-hui (XIVe siècle), la peinture chinoise de l'École du Sud semble avoir été connue en Corée malgré les contraintes imposées par la dynastie Jin (1115-1234), Jurchen. Une encre sur papier conservée au musée national de Tokyo en conserverait la trace.
- Site historique no 459 : tombe à peinture murale de l’officier civil Bak Ik (1332-1398). Toutes premières années de la dynastie Joseon (1392-1897). Miryang[23].

Peinture murale, funéraire
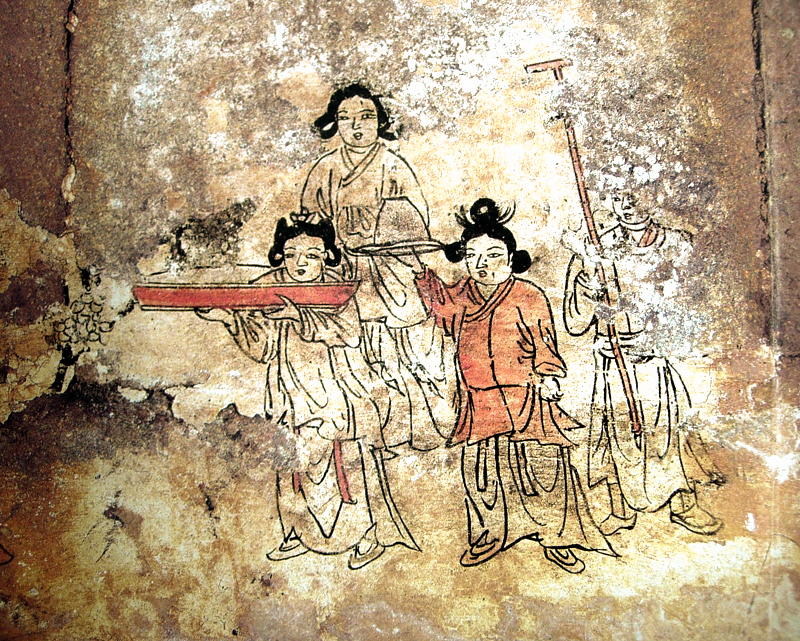
Cérémonie : offrandes
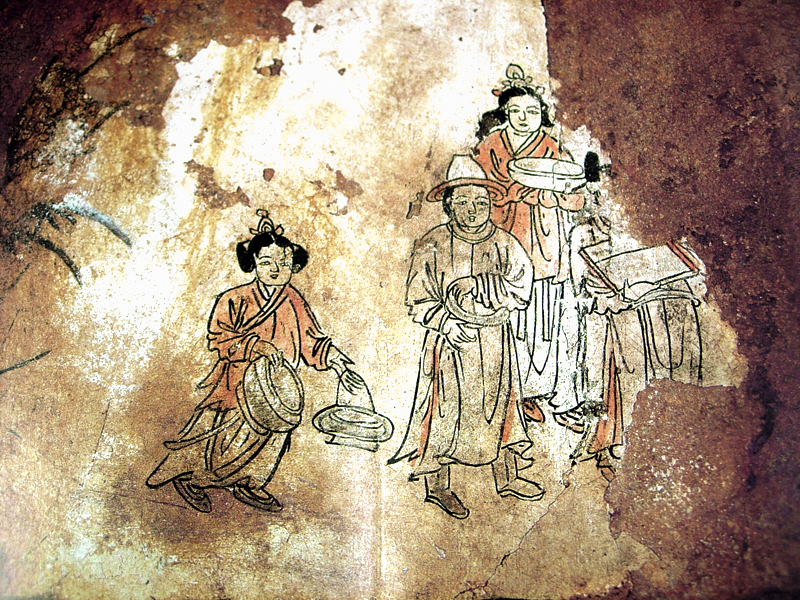
Cérémonie : offrandes
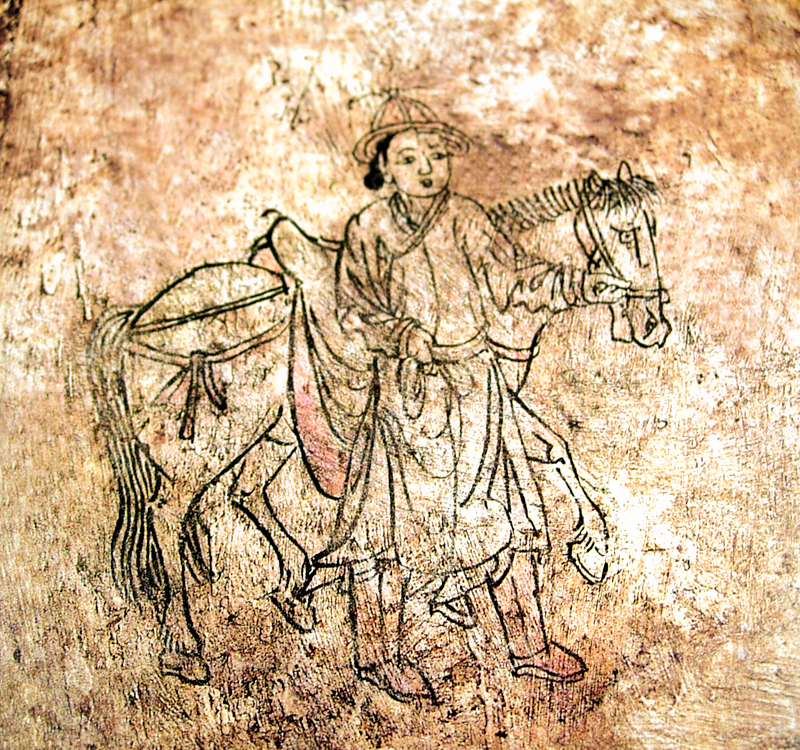
Cérémonie : la jeune palefrenière et le cheval
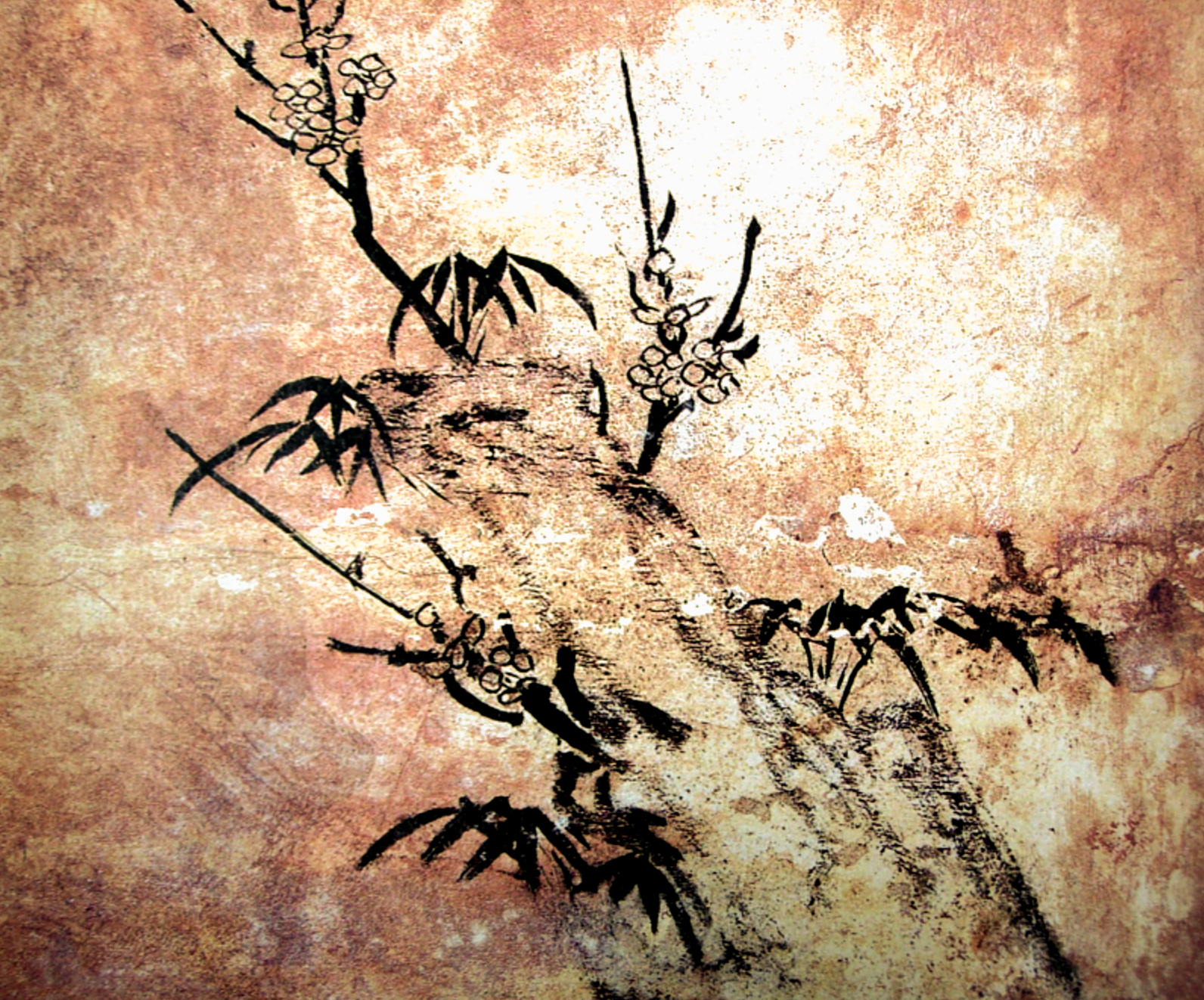
Vieil arbre aux jeunes pousses

## Peinture Joseon (1392-1910)
La Corée Joseon (1392-1910) doit être perçue comme deux périodes bien distinctes, mais, au cours de la seconde période, le XIXe siècle traverse une phase de bouleversements qui se prolongeront au XXe siècle sous l'Empire coréen (1897-1910) et au delà.
Au cours de la dynastie Joseon, mais même auparavant avec la dynastie Goryeo, nombre de grands peintres sont des lettrés sans fonction administrative et souvent écartés violemment des cercles du pouvoir, ceux-ci, comme leurs collègues chinois, se mettent à l'abri et choisissent la retraite, bien à l'écart de la cour. Ce sont les seonbi.

### Première période,

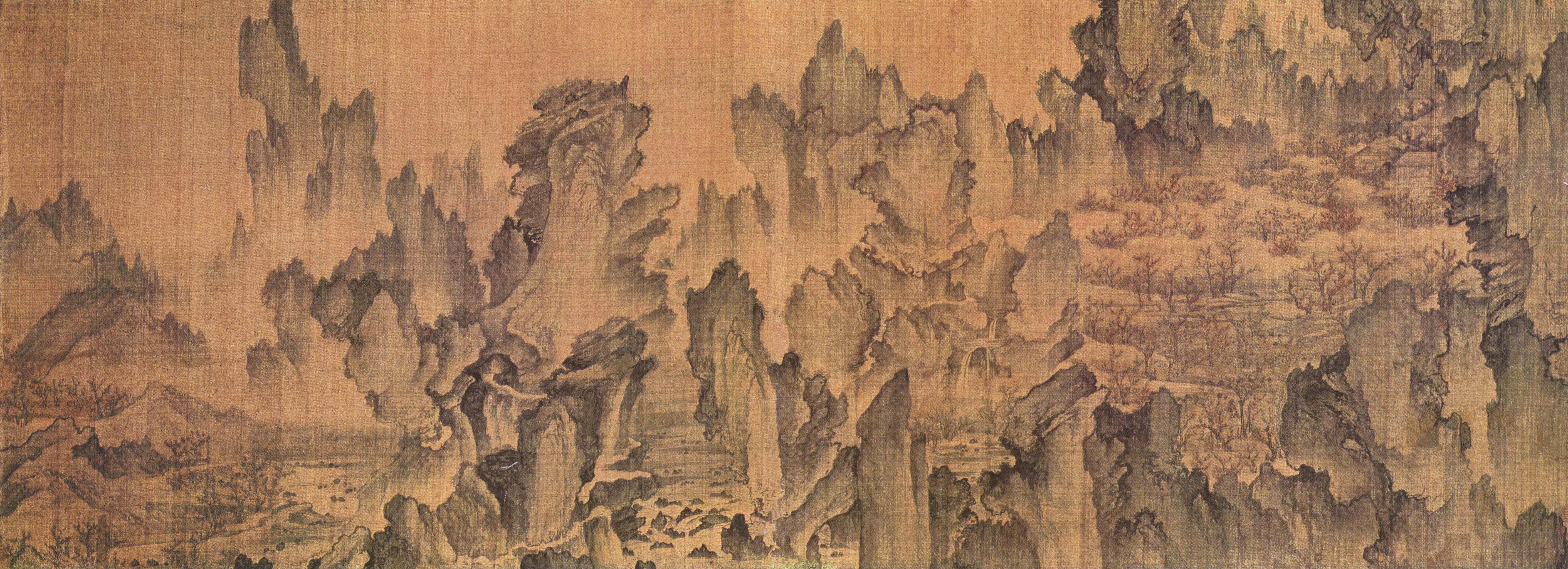
Voyage rêvé au pays des pêchers en fleurs ». An Gyeon (milieu XVe siècle). Encre et couleur légère sur soie, L.106,5 cm. 1447. Bibliothèque centrale de Tenri, (Nara).

### Première période,XVe- débutXVIIesiècle

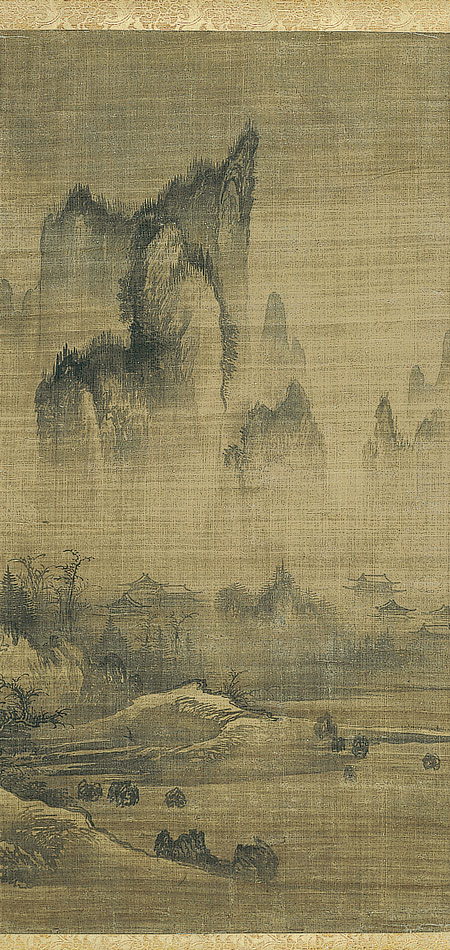
Cloche du soir, au temple enveloppé de brume. Style d'An Gyeon, fin XVe début XVIe siècle. Un rouleau d'une paire, encre sur soie, H 88 cm. Met.
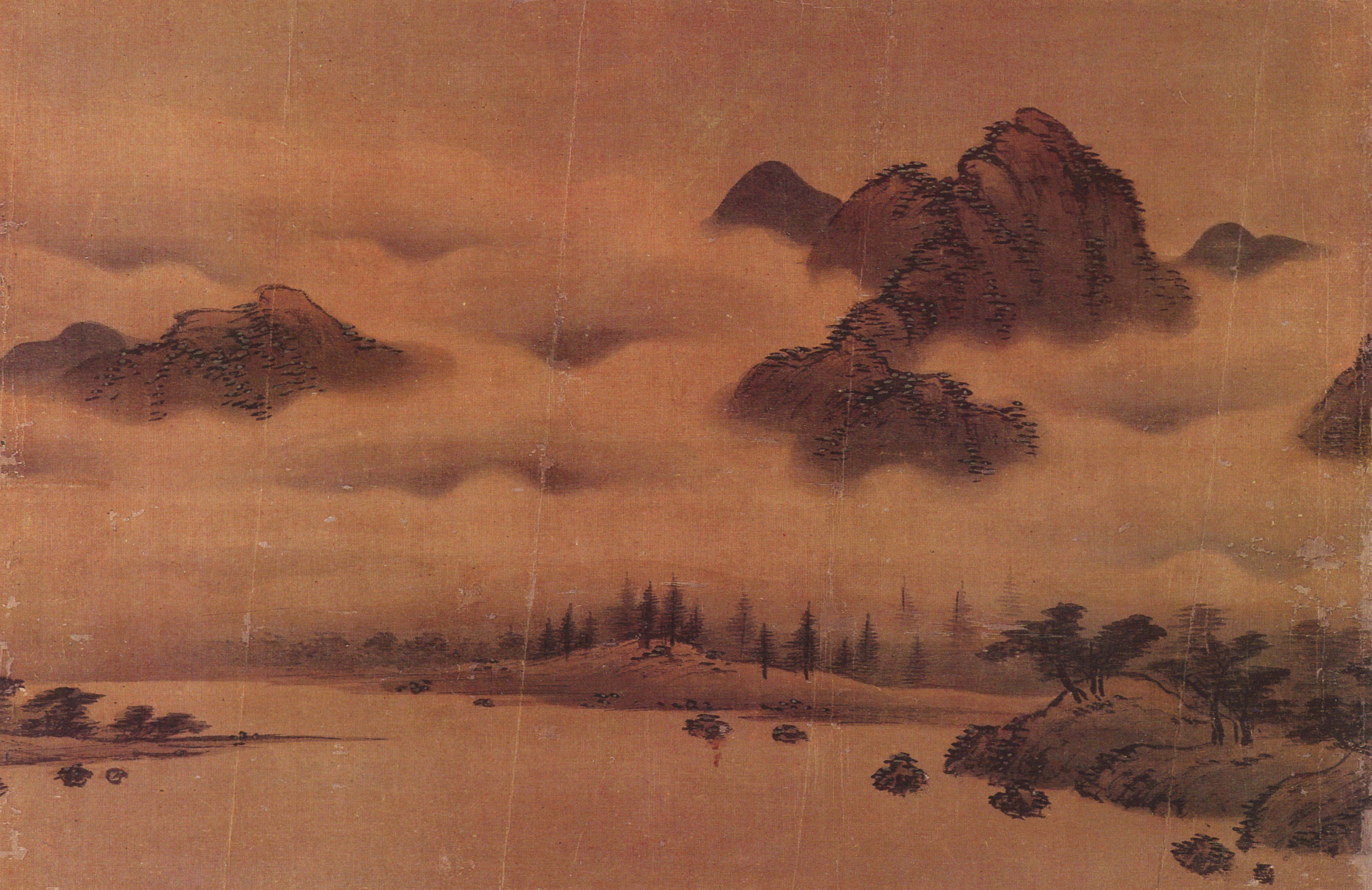
Seo Mun-bo[26]. Paysage. Encre sur soie, fin XVe siècle. Yamatobunkakan, Nara, Japon
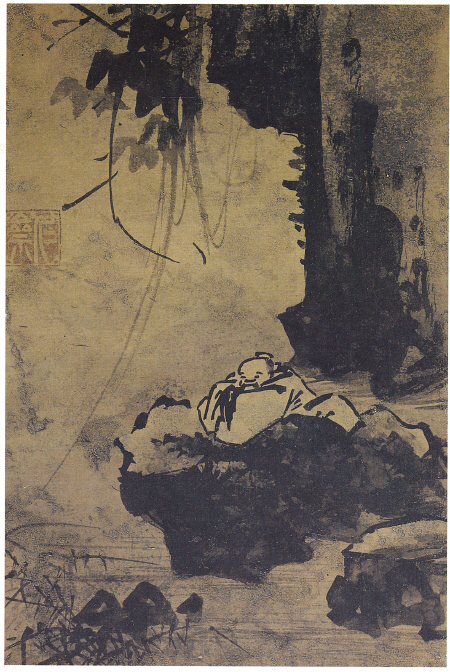
Lettré contemplant la rivière depuis un point élevé. Kang Hŭian, 1419-1467. Feuille d'album, H. 23,5 cm. Musée national de Corée.
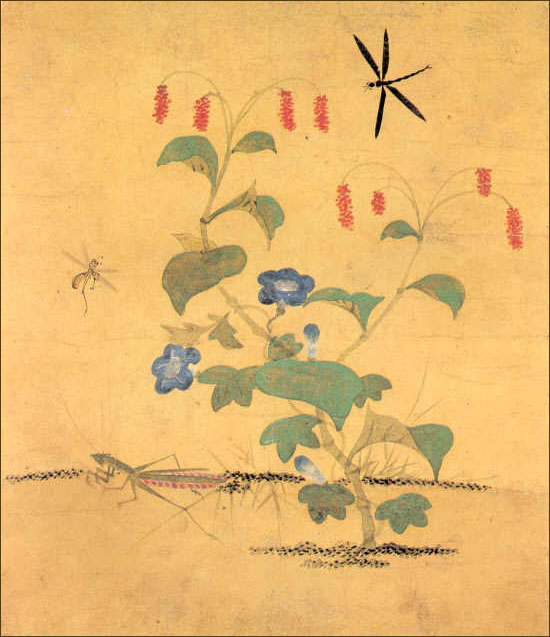
Shin Saimdang (1504-1551) (femme peintre), Fleurs et insectes [Chochungdo].
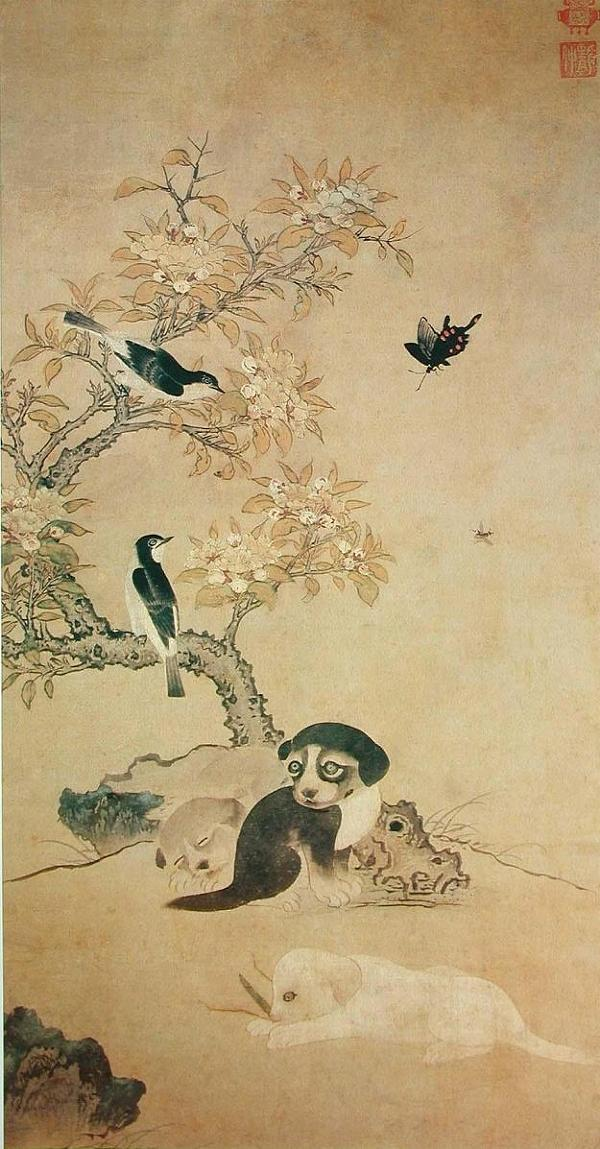
Yi Am[27]. Petits chiots, fleurs et oiseaux. 1500-1550. Encre et couleur légère, papier H. 86 cm. Musée d'art Ho-Am
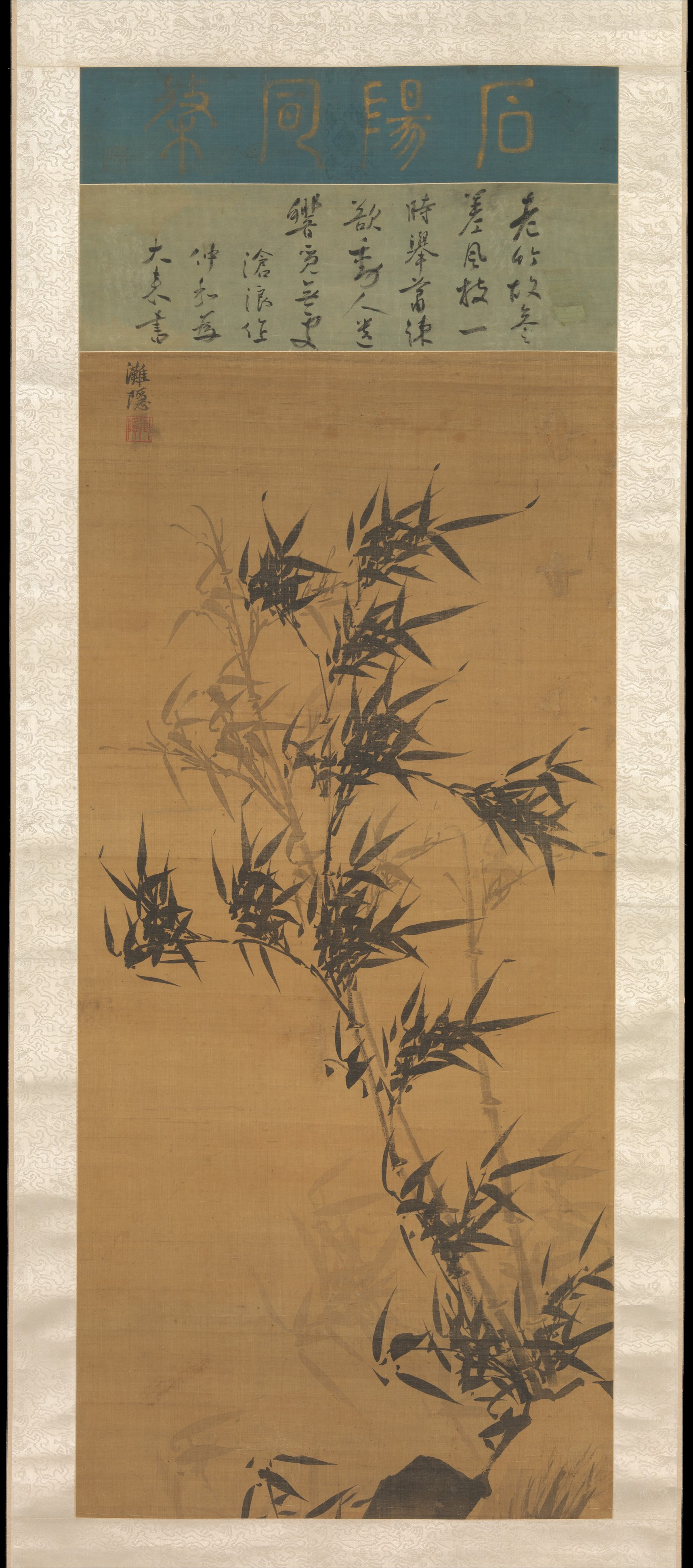
Yi Jeong, 1541-1622[29] Bambou sous le vent. Début XVIIe siècle. Encre sur soie, H. 115,6 cm. Met.
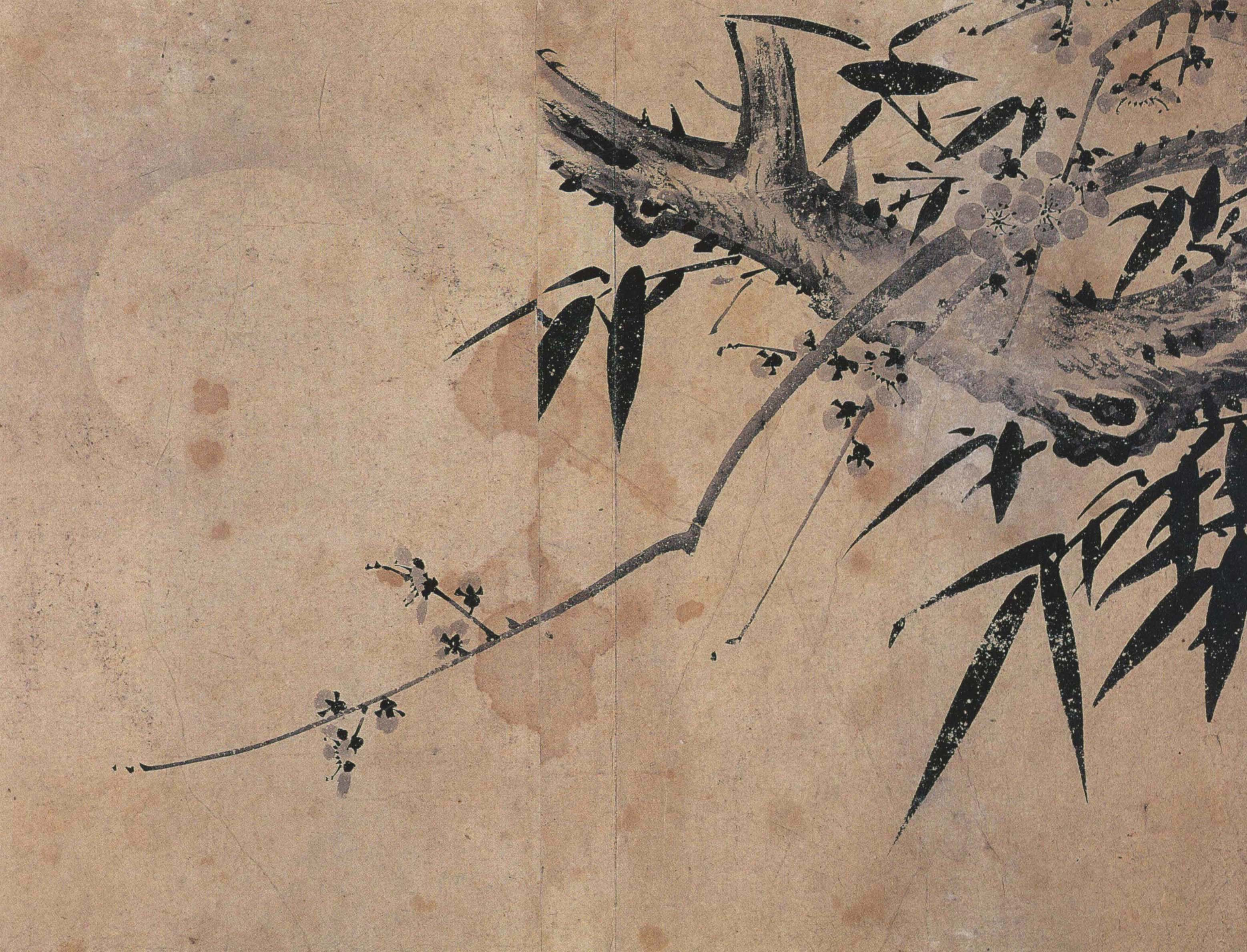
Heo Mok (1595—1682), Bambous

Première période de Joseon (조선 전기). Au cours des XVe – XVIe siècle cette dynastie tend à construire un royaume où l'élite serait lettrée, « un royaume de lettrés ». C'est une sorte de Renaissance proprement coréenne entre 1400 et 1600 et qui va bien au delà de l'art coréen, cela concerne toute la culture coréenne. Comme l'Europe de la Renaissance se tourne vers les modèles de la Rome antique, de même la Corée d'alors regarde vers la Chine de l'époque Song, et pour les peintres vers la peinture de l'époque : Cinq Dynasties et Song. Le contact a été direct par la collection de peintures chinoises du prince royal Anp'yong (1418-1453) ; le peintre Kang Hŭian (1419-1467) fait le voyage en Chine et étudie, apparemment, les principaux courants. Le modèle chinois de la peinture de lettrés donne en Corée l'occasion d'une réelle appropriation des thèmes et des procédés d'origine chinoise, dans les genres du paysage et de la peinture d'animaux. L'iconographie des quatre plantes nobles (le bambou, l'iris, le prunier et le chrysanthème) est aussi un élément propre à cette peinture de calligraphes. Ni les couleurs, légères, transparentes, ni les formes, stylisées, ne changent de façon significative depuis leur source chinoise ; l'encre, en Chine, dans toutes ses nuances plus ou moins diluée d'eau, offre la gamme essentielle. Les techniques importées prennent une grande place, comme la peinture sur papier qui se généralise, car l'encre se travaille bien mieux que sur la soie, d'un prix prohibitif comparé au papier. Mais les idéaux de la dynastie Ming sont souvent oubliés au profit de modèles plus anciens, de l'époque Song parfois, avec un paysage évoqué pour lui-même et non plus comme arrière-plan d'une scène narrative.
En coréen la peinture de paysage chinoise "montagne et eau" (shanshui, chinois : 山水) devient sansuhwa (산수화).
Au cours de cette période l'influence du confucianisme supplante celle du bouddhisme, tout au moins dans les centres artistiques royaux. La peinture d'inspiration bouddhiste est reléguée dans l'espace privé mais elle continue à évoluer, sa simplicité étant appréciée. Les centres éloignés de la capitale continuent de se maintenir. Les bannières bouddhiques très colorées de cette époque et dans une forme inspirée du bouddhisme tibétain, pouvaient atteindre 14m x 8m, ce sont des kwaebul taenghwa. Elles étaient alors suspendues entre deux piliers, comme lors de la fête pour l'Anniversaire de Bouddha. Le développement tardif des bannières, très colorées, en Corée correspond curieusement à la période où la Chine comme le Japon se tournent vers un style de peinture Zen, à l'encre.
La guerre Imjin (1592-1598), contre les japonais, puis la guerre contre les Mandchous, qui s'achève en 1644, ruinent le pays. La reconstruction prendra quasiment jusqu'à la fin du siècle.

### Seconde période, première phase: le redressement et l'apogée desXVIIe–XVIIIesiècles

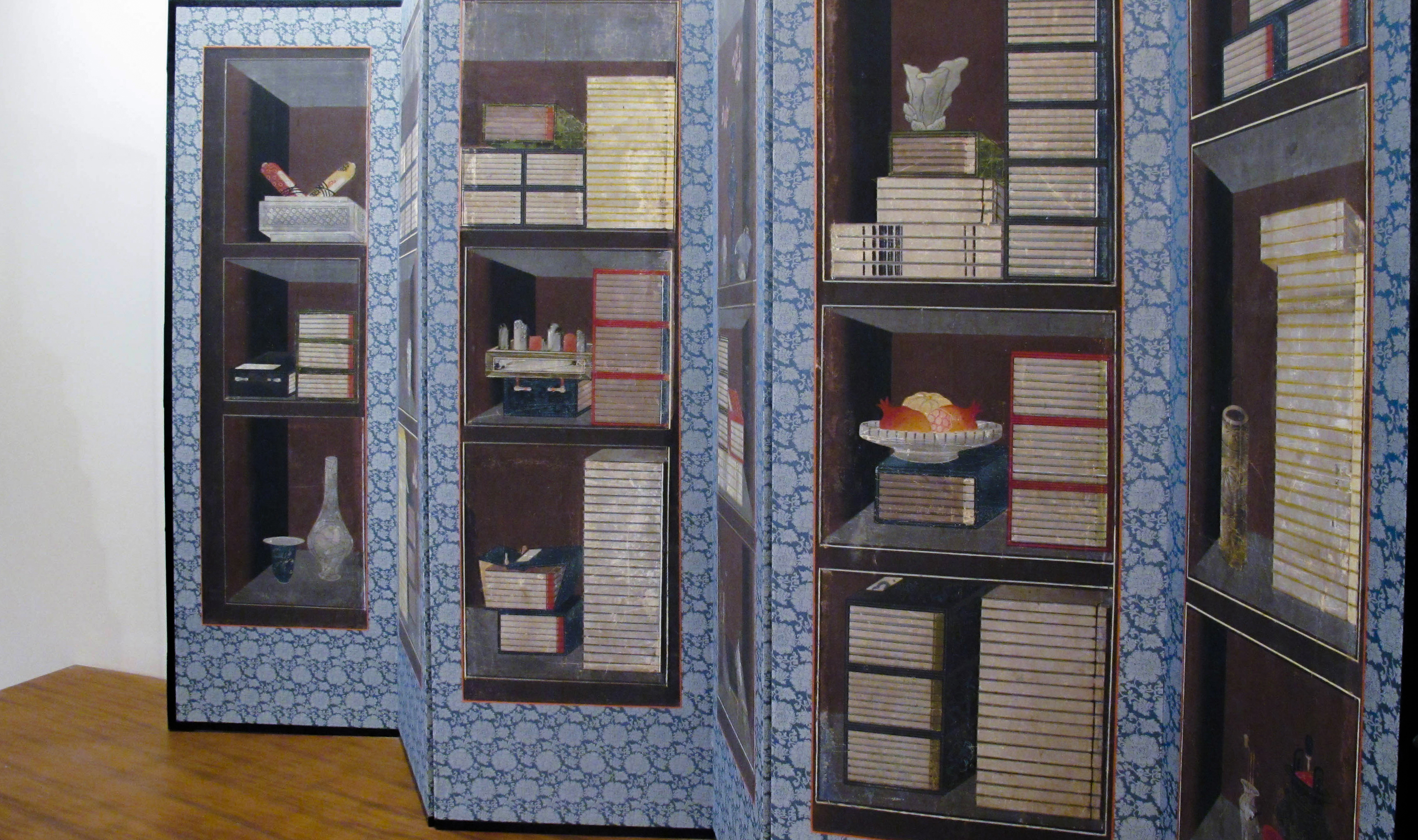
Bibliothèque. Paravent à 6 panneaux destiné à une chambre d'enfant ou à un bureau. Couleurs sur papier. H. 172 x L. 312 cm. Début XVIIIe. Musée Guimet. Collection Lee Ufan
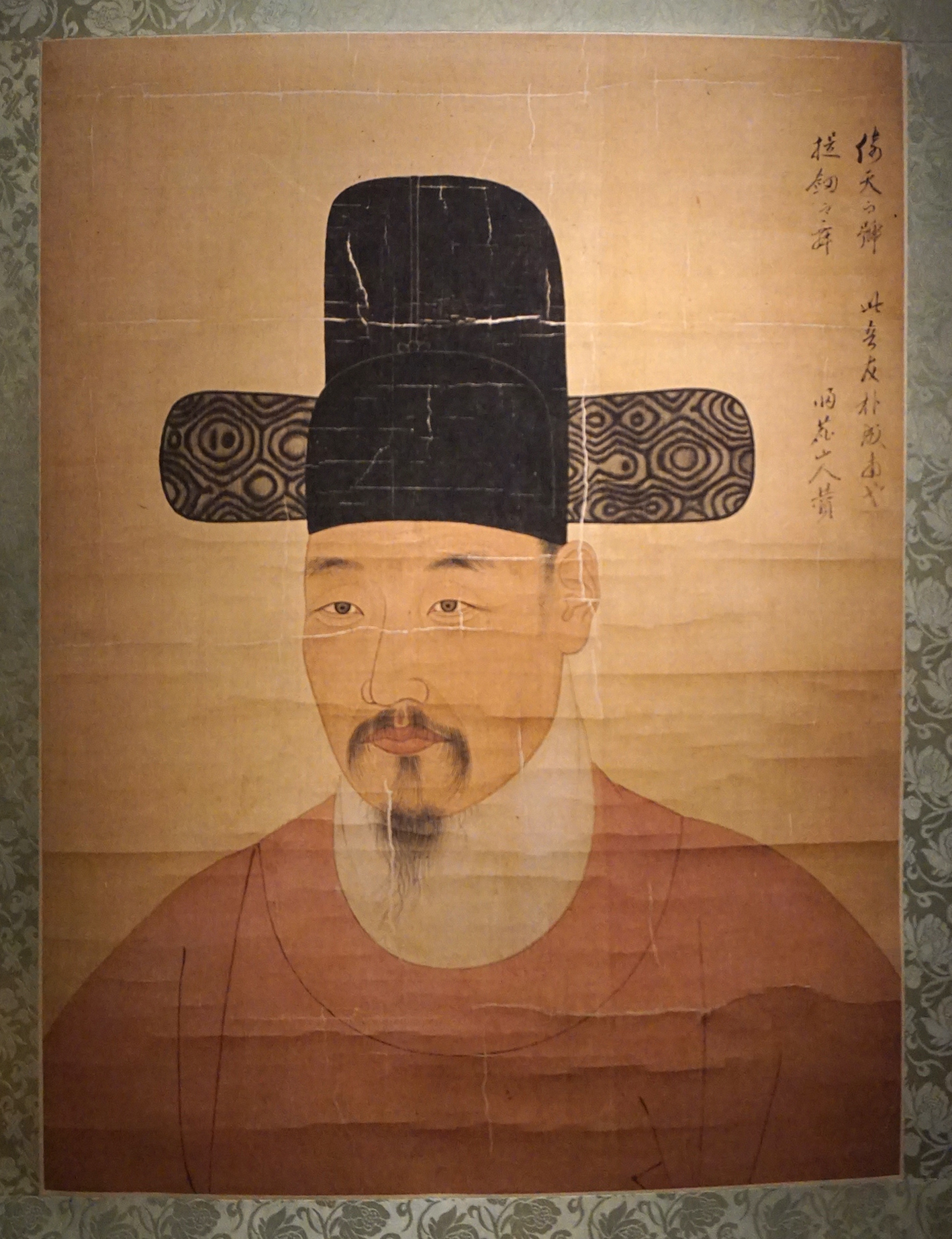
Portrait de Park Mun-su (1691-1756)[37] Rouleau vertical, encre et couleurs sur soie. Musée national de Corée.
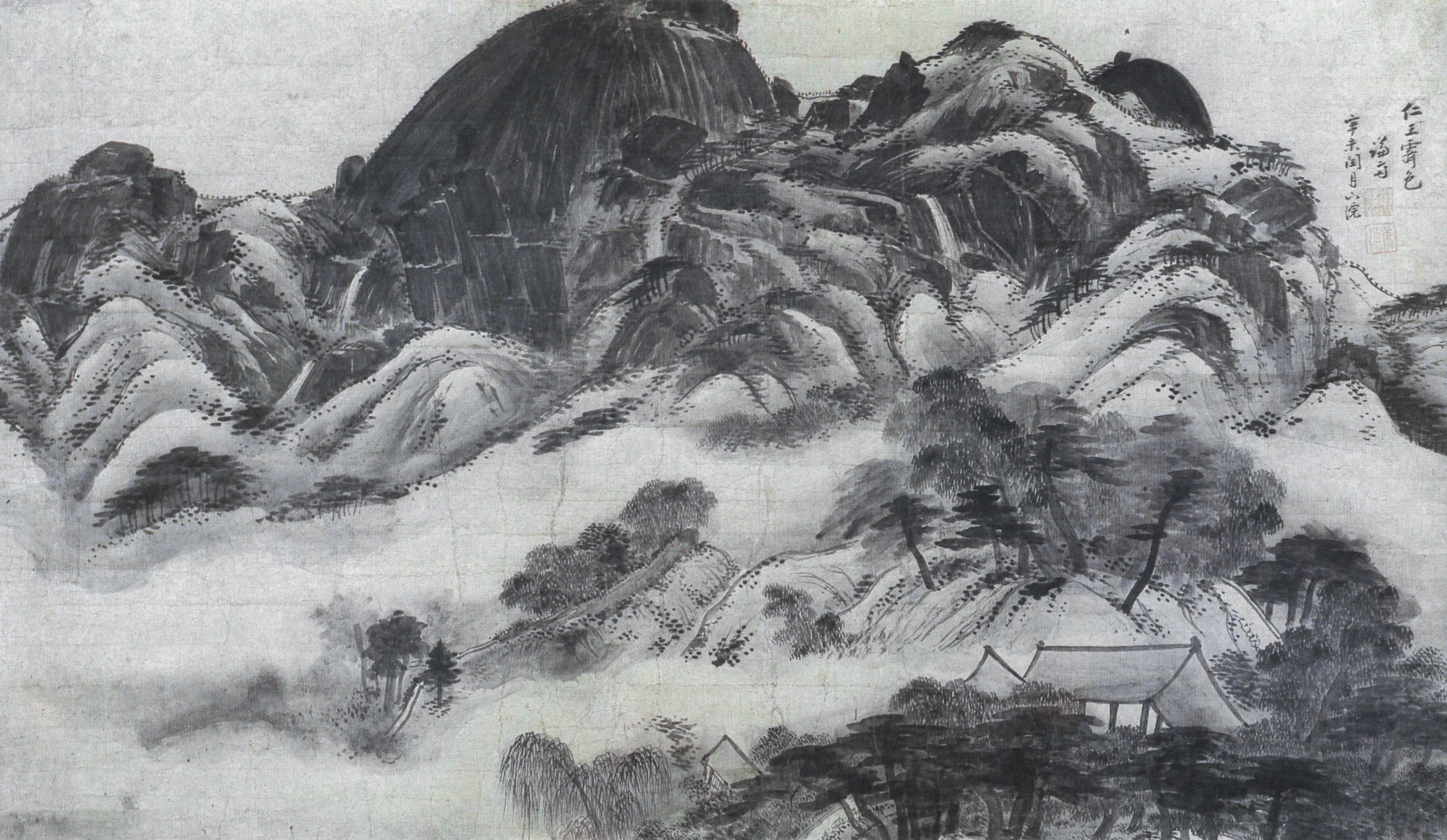
Le mont Inwang après la pluie. Jeong Seon (Chong Son), 1676-1759. Encre sur papier, 1751. H 79 x L 138 cm. Musée d'art Ho-Am
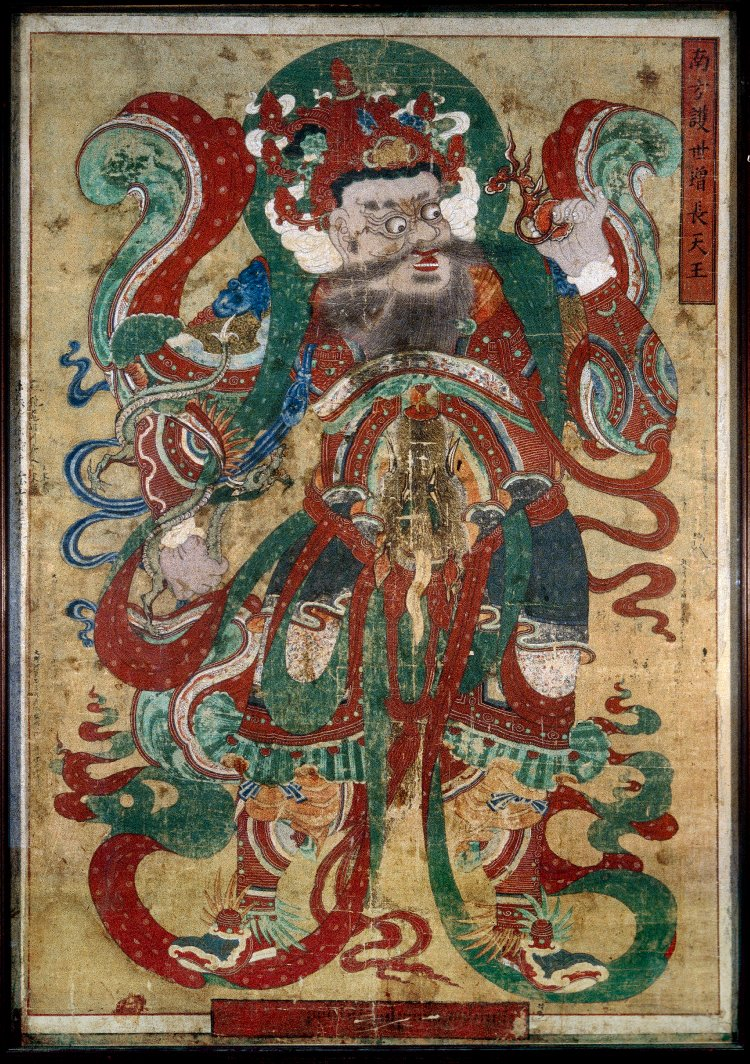
Virūpākṣa. Couleurs sur lin. H. 301 x L. 207 cm. British Museum[39]. Gardien disposé à l'entrée d'un temple bouddhiste
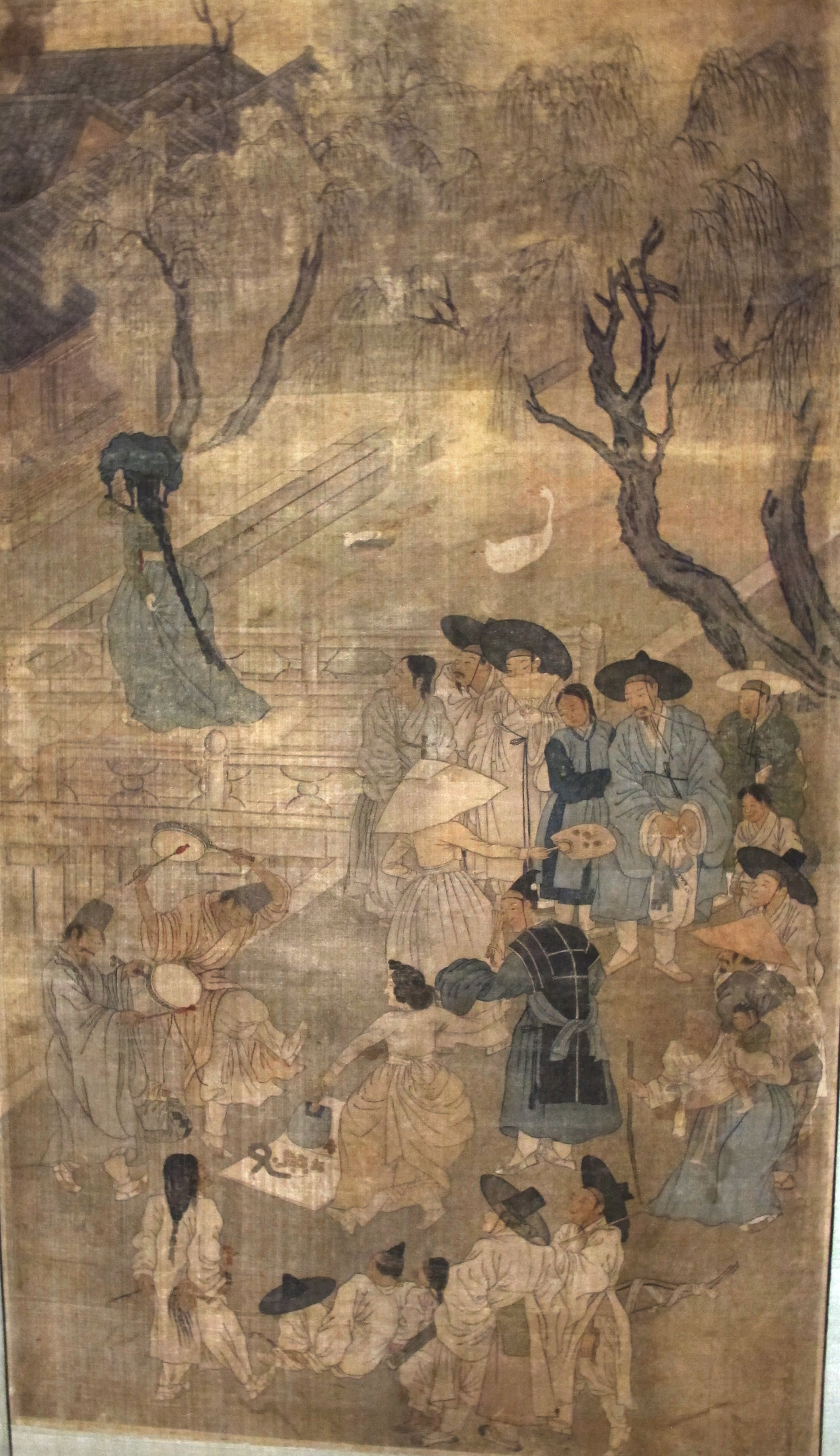
Paravent, détail. Scènes de genre. Signé Kim Hong-do. Vers 1768. Encre, couleurs sur soie, H 108 cm, L. ch. panneau 49 cm. Musée Guimet
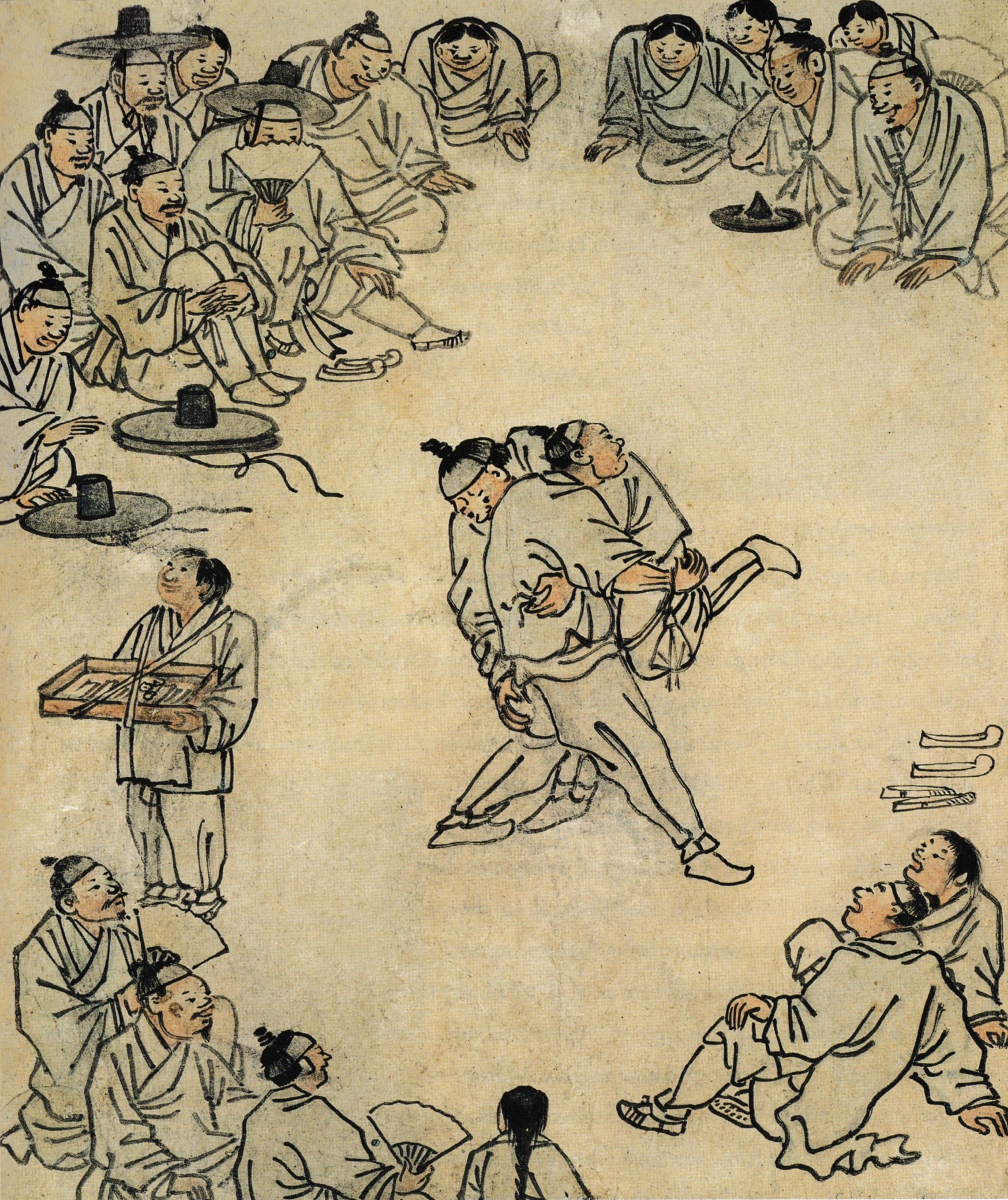
Lutteurs. Kim Hong-do[40] (1745-v.1806/18). Feuille d'album, scènes de genre, encre sur papier, H. 27,7 cm. Musée national de Corée
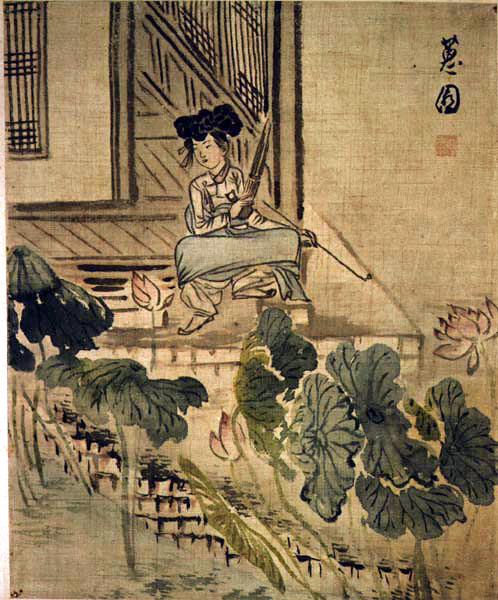
Une femme au jardin de lotus (Gisaeng tenant un saenghwang et une pipe). Encre, couleur légère s. soie, H. 29,6 cm. Shin Yun-bok (v.1758-ap.1813). Scène de genre: femmes. 3 feuilles d'un album de 7. Musée national de Corée[42].
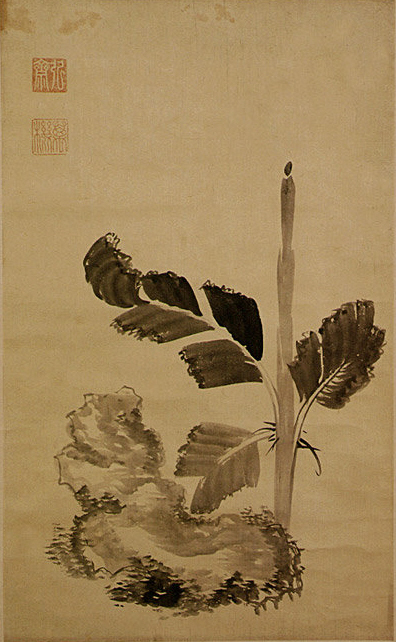
Roi Jeongjo (1752-1800). Bananier. Encre sur papier, 84,6 × 51,6 cm. Musée de l'Université Dongguk, Séoul.
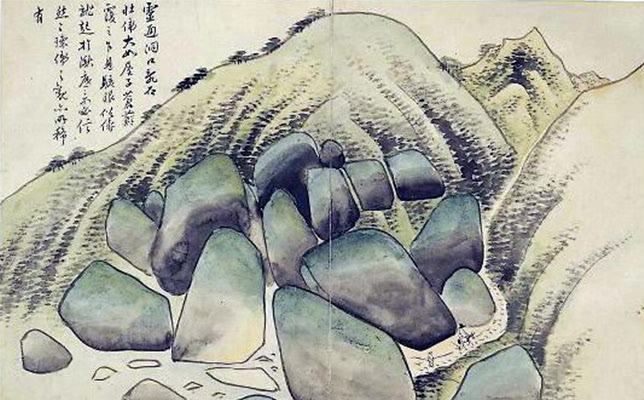
Kang Sehwang (1713-1791). Feuille de l'album Voyage à Songdo (Kaesŏng), 1757. Musée national de Corée
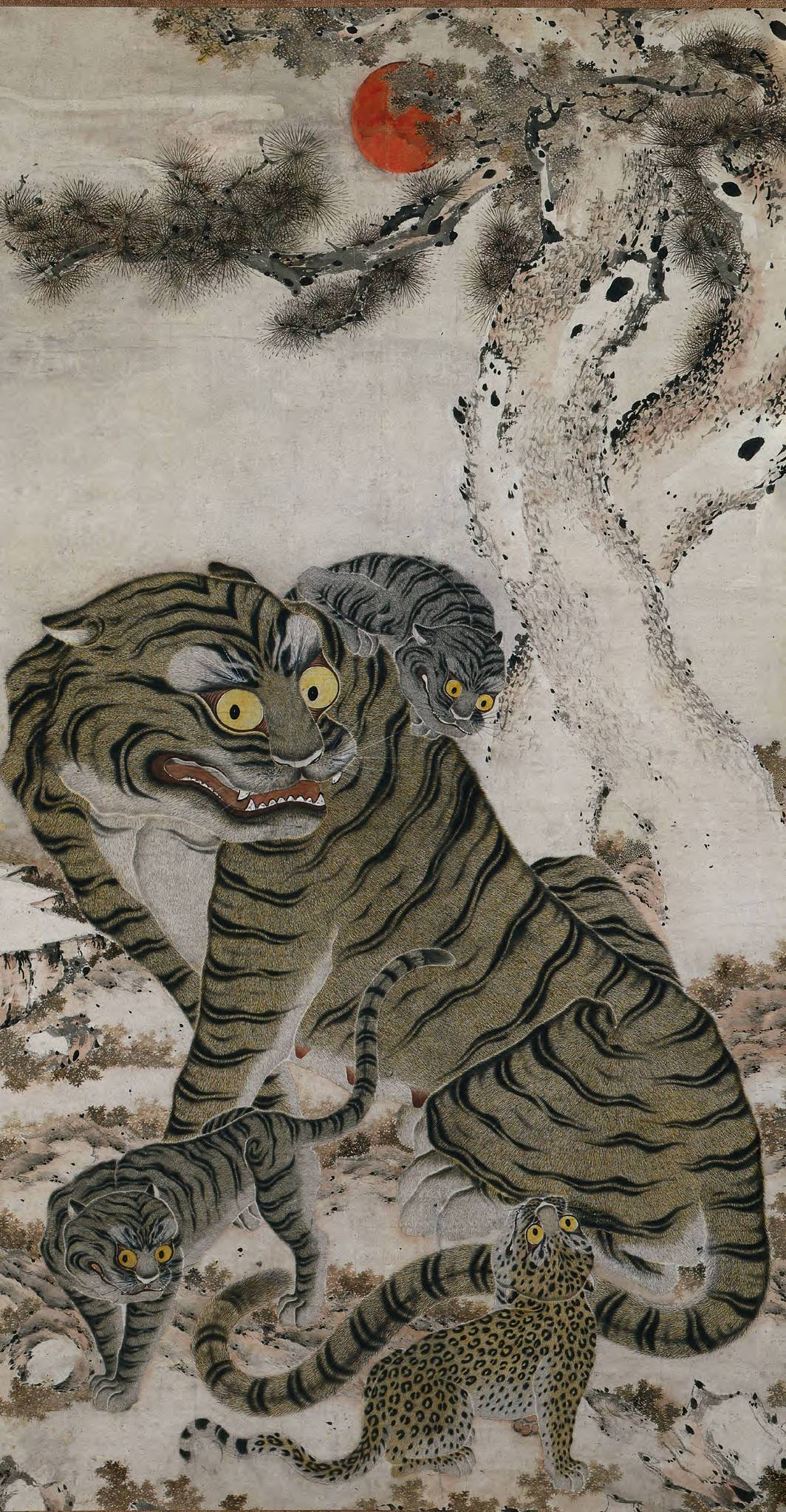
La famille tigre. Rouleau suspendu, encre et couleur, papier. H. 262 cm. Fin XVIIIe. Cleveland Museum of Art

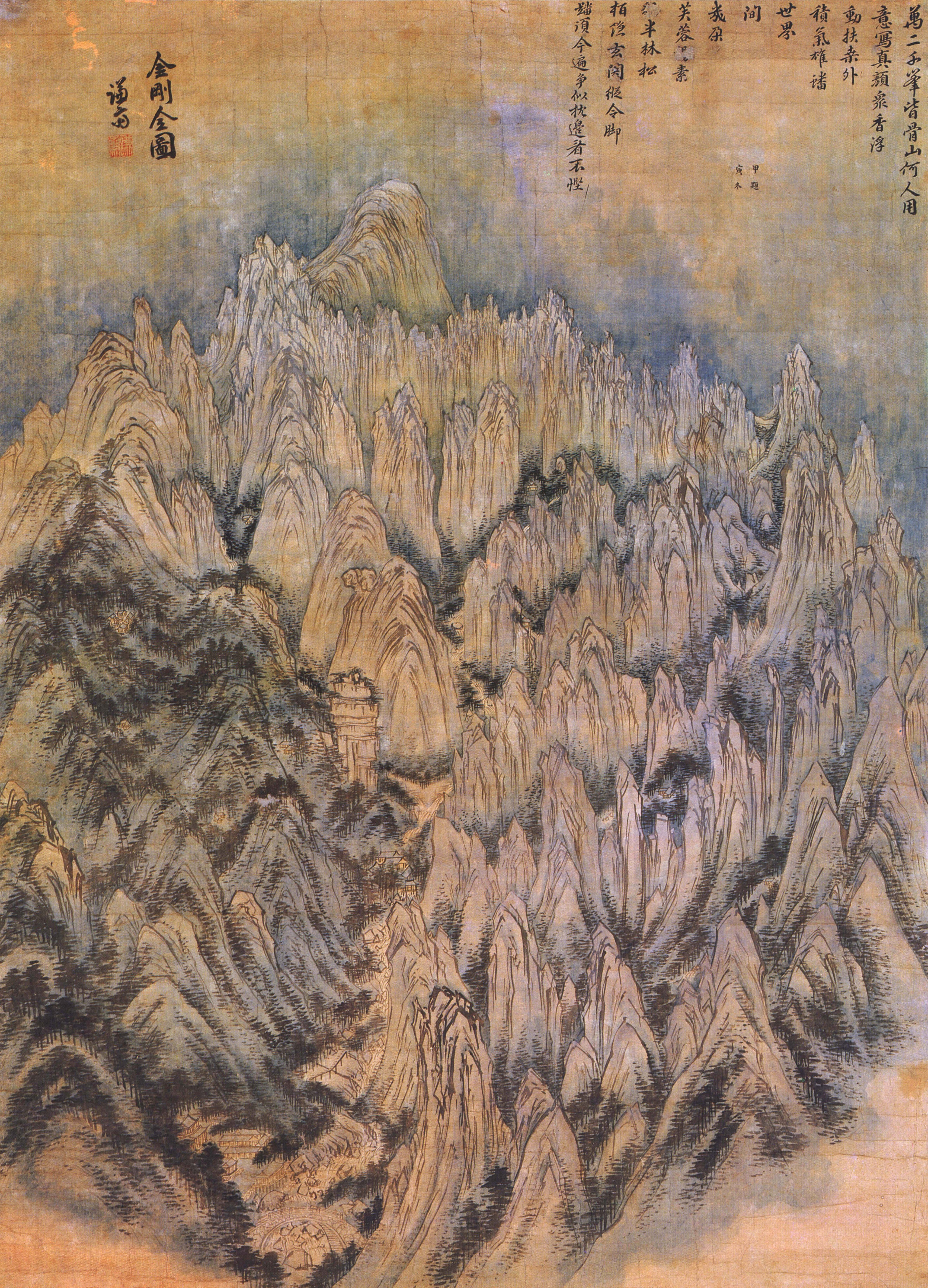
Vue d'ensemble des monts Kumgang. Jeong Seon, 1734. H. 130 cm

Seconde période de Joseon (조선 후기). La difficile reconstruction qui suit les guerres contre le Japon (1592-1598) et contre les incursions mandchoues (1620-1644) se prolonge tout au long de la fin du XVIIe siècle. Ensuite la Corée peut enfin traverser un siècle de paix et elle atteint, sur des bases entièrement nouvelles, une prospérité et un « siècle des Lumières ».
Au XVIIIe siècle à côté de cette peinture de lettrés, la peinture de professionnels, comme en Chine, pratique un style décoratif, des sujets plaisants : les animaux, jusqu'aux plus petits insectes et les plantes, sont observés et transcrits avec soin à l'aide de couleurs bien plus vives que dans la peinture de lettrés, en particulier sur les paravents. Sur ces paravents, tout particulièrement les bibliothèques, mais aussi la représentation des édifices utilisent la perspective cavalière, mais parfois inversée sur les paravents (les parallèles dans le réel, non verticales, s'écartent sur la représentation, comme une transposition décalée de la vision occidentale). On rencontre cependant des exceptions où se distinguent des éléments de perspective « à l'occidentale » : des lignes convergentes, comme dans le paravent aux bibliothèques du musée Guimet, du début du XVIIIe siècle.
Le XVIIIe siècle est considéré comme l'âge d'or de la peinture coréenne. L'effondrement de la dynastie Ming dû en partie à la guerre menée par les Mandchous et l'accession de cette dynastie au pouvoir en Chine, pousse les artistes coréens à construire de nouveaux modèles artistiques basés sur une dynamique de recherches nationales. L'artiste le plus novateur dans ce sens est le peintre Jeong Seon dont les paysages évoquent les sites les plus beaux de Corée, dans un style personnel « qui en fait l'un des peintres sans doute les plus modernes, en Corée même, mais aussi dans l'art d'Extrême-Orient ». À cette époque, la Chine, en partie ouverte à des contacts avec le monde occidental transmis par les jésuites, sert de stimulus aux artistes coréens. Ceux-ci s'autorisent à de nouvelles pratiques et des sujets qui marquent leur attachement à une modernité proprement coréenne, inspirée par le mouvement silhak (ou sirhak, « la science des concrets ») et l'intérêt porté aux paysans et au petit peuple.
Kim Hong-do (1745-v.1806/18), nom d'artiste Danwon, un peintre aux démarches multiples, assure alors la transition avec la période suivante, entre la fin du XVIIIe siècle et le début du XIXe siècle. Il consacre un célèbre cahier de peinture de genre (pungsokhwa ou pungsokdo) aux activités populaires, saisies dans un instant précis de l'action, vision participant de l'esprit du temps comme dans le Japon de l'époque d'Edo, et des livres d'estampes eux aussi consacrés aux activités populaires.
Ainsi la peinture du milieu de cette période tend vers plus de naturalisme. Kim Hong-do, sur le paravent du musée Guimet (1778), sur ses albums dans les scènes de genre que le roi Jeongdo appréciait, se distingue du courant similaire au Japon, où les scènes de la vie participent de l'esprit Ukiyo-e. Kim Hong-do traite tout autant le paysage, dans cet esprit relativement naturaliste, avec une série de vues sur d'impressionnants cristaux de basalte du district de Kumgang (v. 1788) sur lesquels un couple regarde la mer, à proximité d'un pavillon isolé. Pour un autre site célèbre (Album de l'année Byeongjin, 1796), il change de style et ainsi joue de différents registres d'expression dans son travail à l'encre : soit plus descriptif, à la touche régulièrement précise dans le premier cas, soit plus évocateur et multipliant les effets de pinceau. Mais il n'est nullement attaché, par principe, à une vision objective. Le « portrait » qu'il dresse de son propre jardin, à l'occasion d'une visite qui lui est chère, témoigne plus de son idéal que d'une réalité. Il n'aurait eu, alors, en fait, qu'une vie de citadin, peintre de cour, alors qu'il se voit dans sa peinture, à la campagne, vivant décontracté, avec des amis, au son du gayageum. Kim Hongdo déploie, par ailleurs, son esprit novateur dans la saisie de scènes de la vie quotidienne, un album qui fait son succès en Corée. Ce sont des paysans au travail, des fêtes populaires avec leurs jeux et leurs spectateurs, et aussi ces rares instants de surprise « érotique », avec des lavandières aux seins nus, et un petit regard indiscret caché derrière son éventail.
Le thème est ensuite repris par d'autres peintres, dont Hyewon ou Shin Yun-bok (1758 - après 1813) dans des vues plus directes, éventuellement des baigneuses, au début du XIXe siècle. Les albums à scènes de genre se multiplient ainsi à cette époque. Une femme au jardin de lotus (gisaeng tenant un saenghwang et une pipe), une des 3 feuilles d'un album de 7 sur le thème des femmes, en est un bel exemple. Dans une grande peinture (114 × 45 cm.), Une beauté, l'image de la beauté féminine, donne à Shin Yun-bok l'occasion d'évoquer sa fragilité par le choix d'un instant, d'une attitude, d'une expression. Une note personnelle calligraphiée montre, avec humour, qu'il a relevé le défi d'une évocation si subtile.

### Seconde période, seconde phase: leXIXesiècle: crises et modernisation

#### Minhwa
Minhwa (민화 ; hanja : 民畵) signifie littéralement la « peinture du peuple ». La professeure Burglind Jungmann souligne que l'usage du terme Minhwa comme un folk art, un art populaire distinct d'un art de cour, fausse la réalité des pratiques coréennes. Selon elle divers professionnels répondaient à une demande bien plus nuancée, allant d'un rendu illusionniste à des formes simples et stylisées, que l'on dit "populaires". Leurs productions - "décoratives" dans notre vocabulaire - ne faisaient pas l'objet de commentaires dans le milieu des lettrés et n'étaient pas collectionnées.
Depuis l'époque du royaume de Silla sous le roi Heonggang (r. 875-886), la tradition qui consistait à coller sur les portes une effigie du Roi Dragon, dieu de la variole, avait pour but de protéger la demeure des épidémies, et en particulier de la variole. Pendant la période Joseon des images de tigres et dragons se joignent à cette première coutume. Au Nouvel An lunaire et sur les deux faces de la porte on apposait une image du tigre et du dragon, le premier avait pour mission de chasser les esprits malveillants, quant au dragon il devait attirer les esprits favorables. De telles images constituent le genre minhwa.[réf. nécessaire]

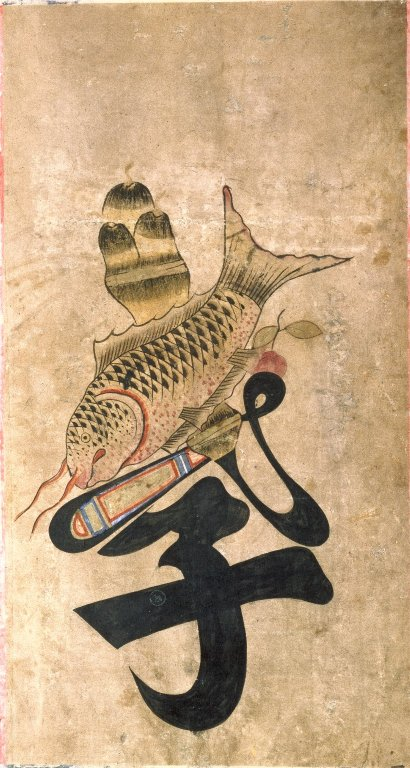
Peinture de paravent entre 1851 et 1900. Munjado (seuls quelques éléments du caractères pour la piété filiale) associé à la carpe. H. 76 cm. Musée de Brooklyn
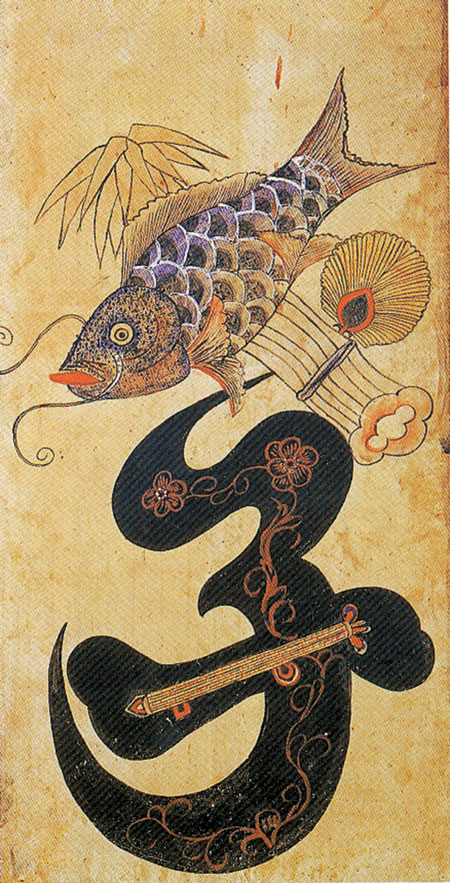
Munjado (XIXe siècle avec les mêmes motifs mais une stylisation différente)
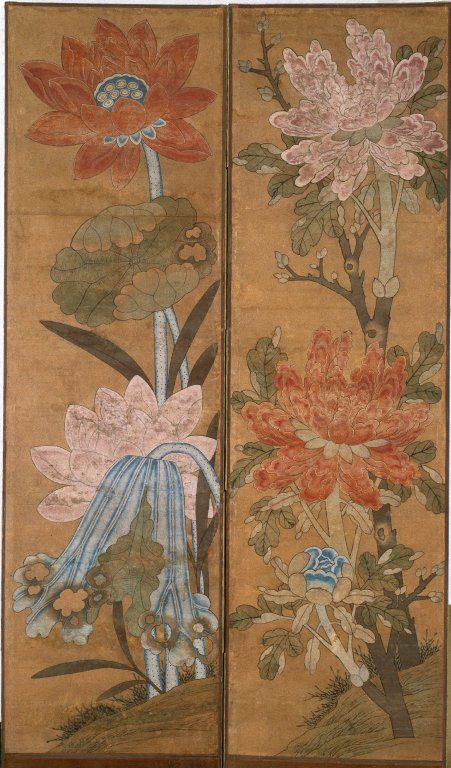
Deux peintures de paravent, ici lotus et pivoine. H. 176 cm. Musée de Brooklyn
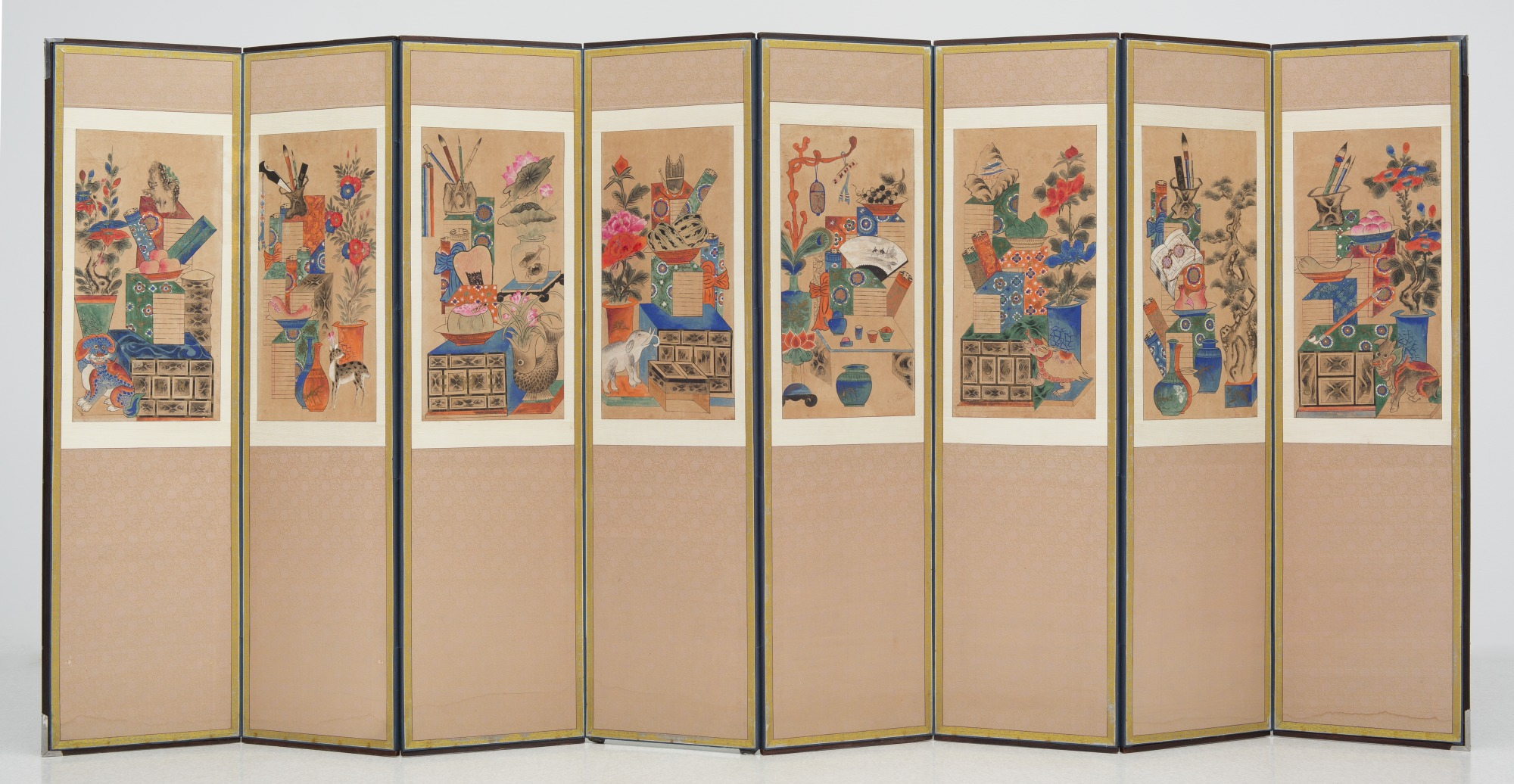
Paravent de type chaekgeori, aux nombreux symboles de bonheur. Detroit Institute of Arts
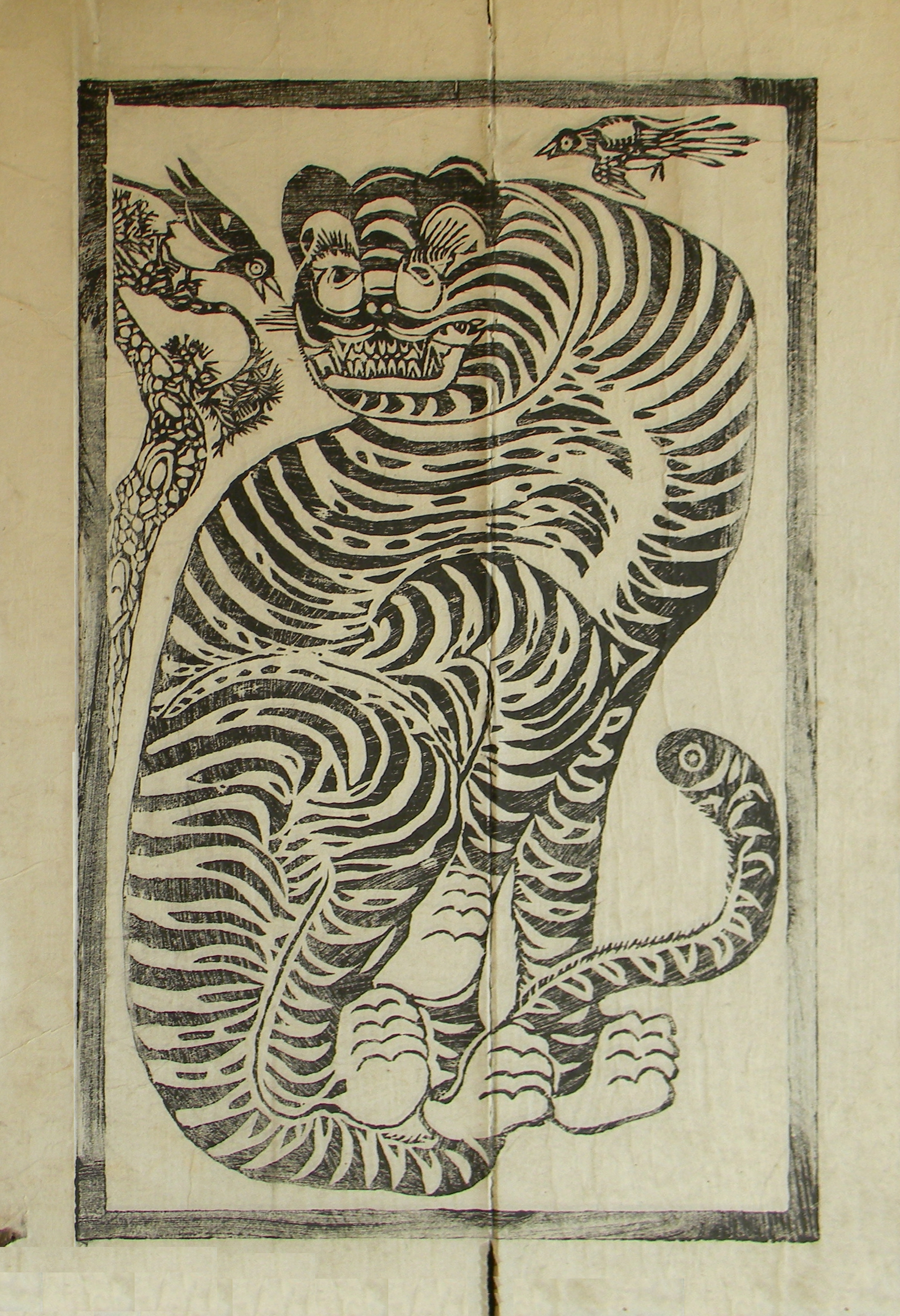
Minhwa au motif du tigre et du couple de pies. Papier collé sur une porte d'un village folklorique (minsokchon)

#### Munjado
Ces images qui portaient un souhait de bonheur étaient accompagnées au quotidien d'autres images ayant pour objectif d'évoquer d'autres souhaits de bonheur. Ainsi des caractères chinois qui évoquaient ailleurs en Extrême-Orient bonne fortune, succès et longue vie, se retrouvent dans l'art populaire coréen de Joseon, sous forme d'idéogrammes ornés issus du confucianisme, dits munjado (« peinture aux caractères chinois »): les huit vertus confucéennes que sont la piété filiale, l'amour fraternel, la loyauté, la fiabilité, la courtoisie, la respectabilité, la frugalité et la capacité à éprouver le sentiment de honte. D'autres représentations sont des symboles de bonheur : les paravents se trouvent ainsi ornés de pivoines, mais aussi de fleurs de lotus, phénix et chauves-souris. La descendance masculine est évoquée par des pastèques, grenades, raisins ou graines de lotus. Le souhait de succès, par l'amarante, la plume de queue de paon, les livres et la carpe. Enfin les vœux de longévités sont exprimés par la représentation des dix symboles de longévité, tels que bambous, grue, soleil et lune, tortue, cerf et champignon d'immortalité (lingzhi). De tels symboles ont continué à servir de motifs récurrents dans l'art coréen en général et au-delà de la période de Joseon.
Le musée du Palais national de Corée conserve plusieurs paravents qui partagent, avec la peinture populaire, les mêmes sujets comme la peinture de pivoines.

#### Galeries

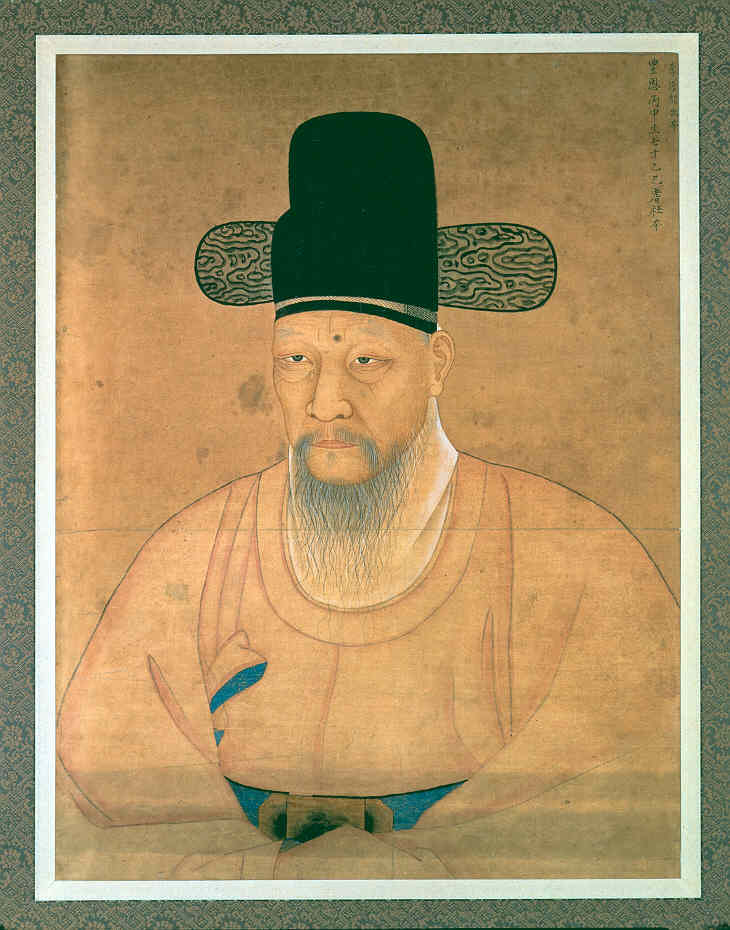
Portrait de Cho Man-Yong. 1845. Yi Han-ch'ol (1808-?)[58]. Couleurs sur papier, H. 51 cm. Musée Guimet
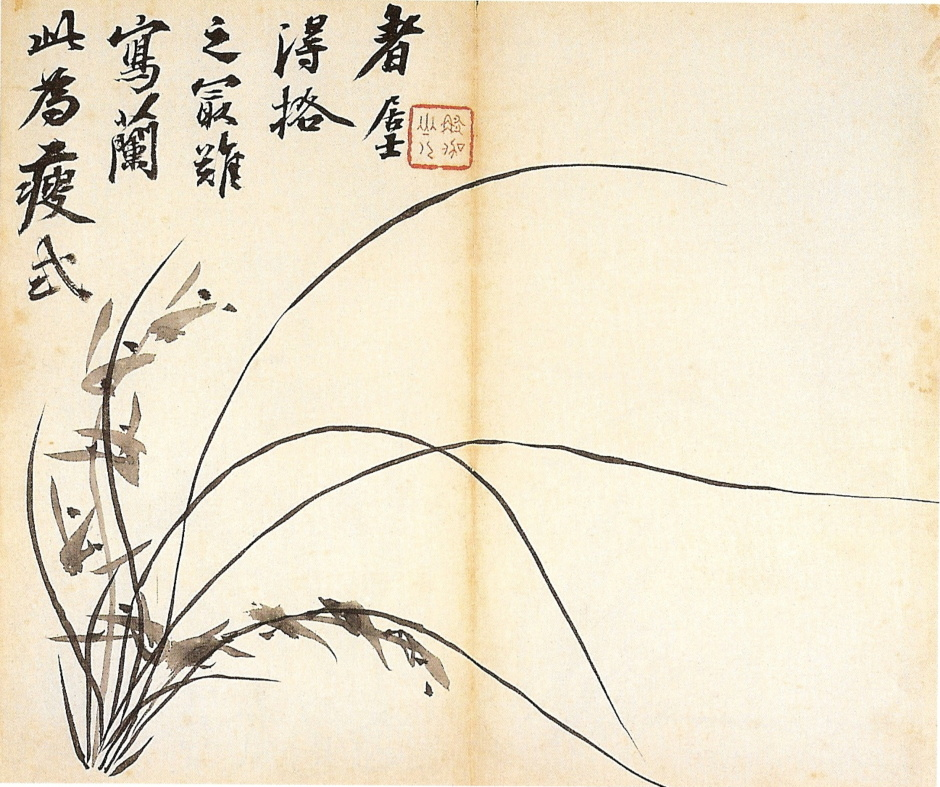
Orchidées. "Lumières à Seonran, Sumuk, île de Jeju" (en exil). Kim Chŏng-hui (1786-1857). 난맹첩[59]. Encre sur papier, 27,0 × 22,9 cm. Gansong Art Museum
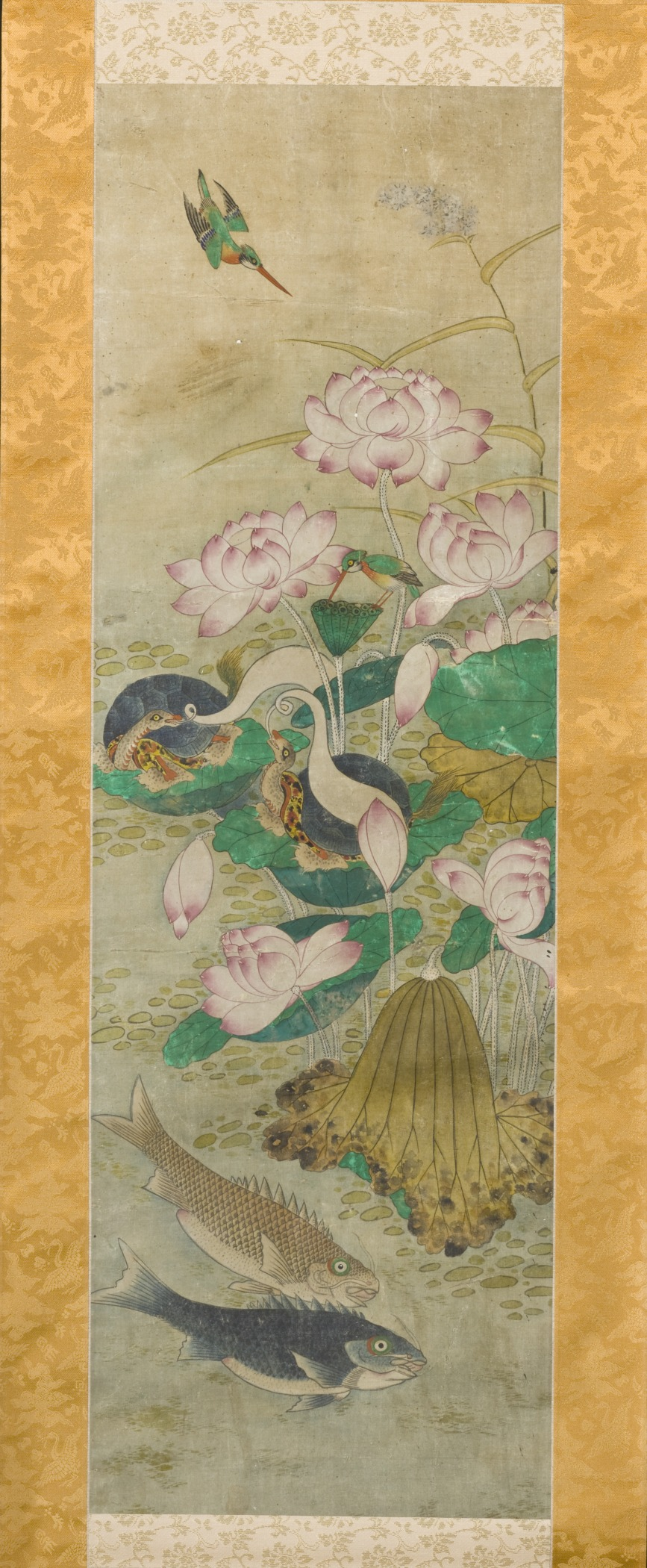
Lotus et carpes. Peinture d'écran montée en rouleau, H. 96,5 cm. Encre et couleurs sur coton. XIXe siècle. LACMA
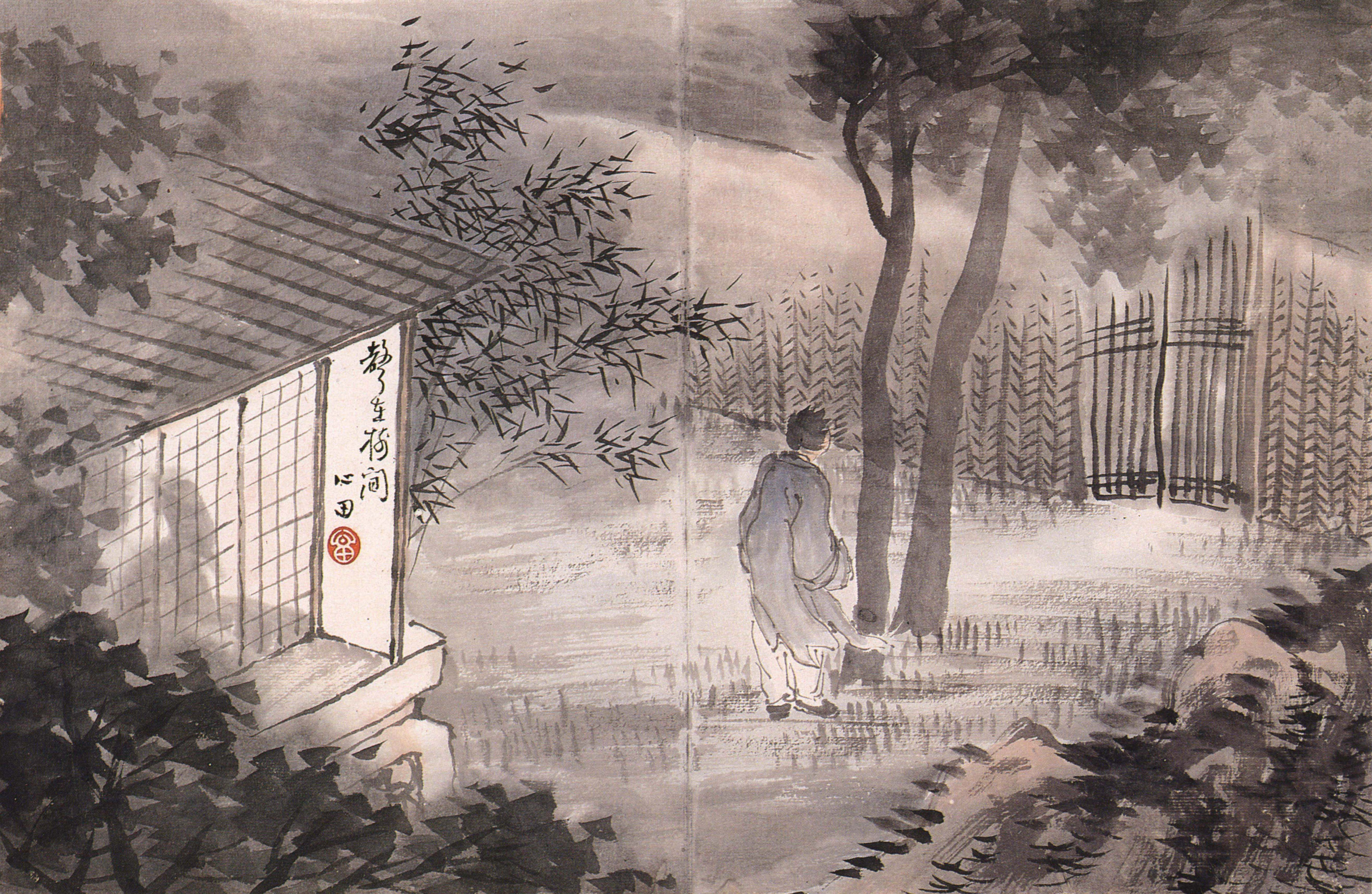
An Jung-sik (1861-1919). Hymne parmi les arbres, encre sur papier, 1910

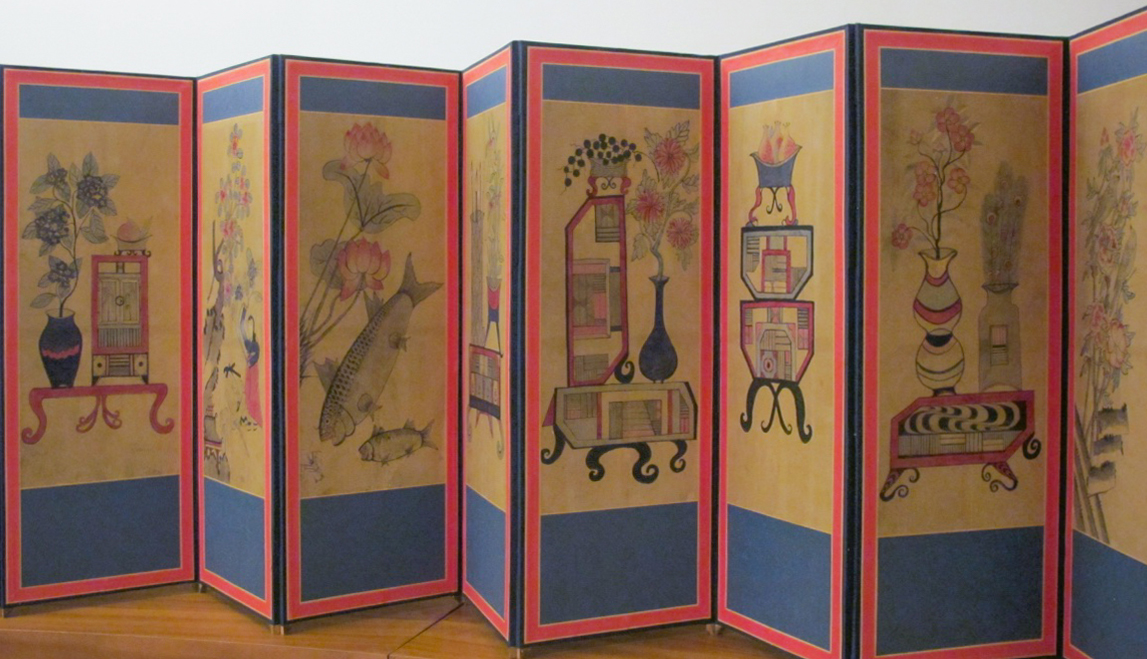
Fleurs, poissons, mudang et chaek'kori[60]. Paravent, XIXe siècle. Couleurs sur papier, H. 101 , L. 370 cm. Musée Guimet. Collection Lee Ufan
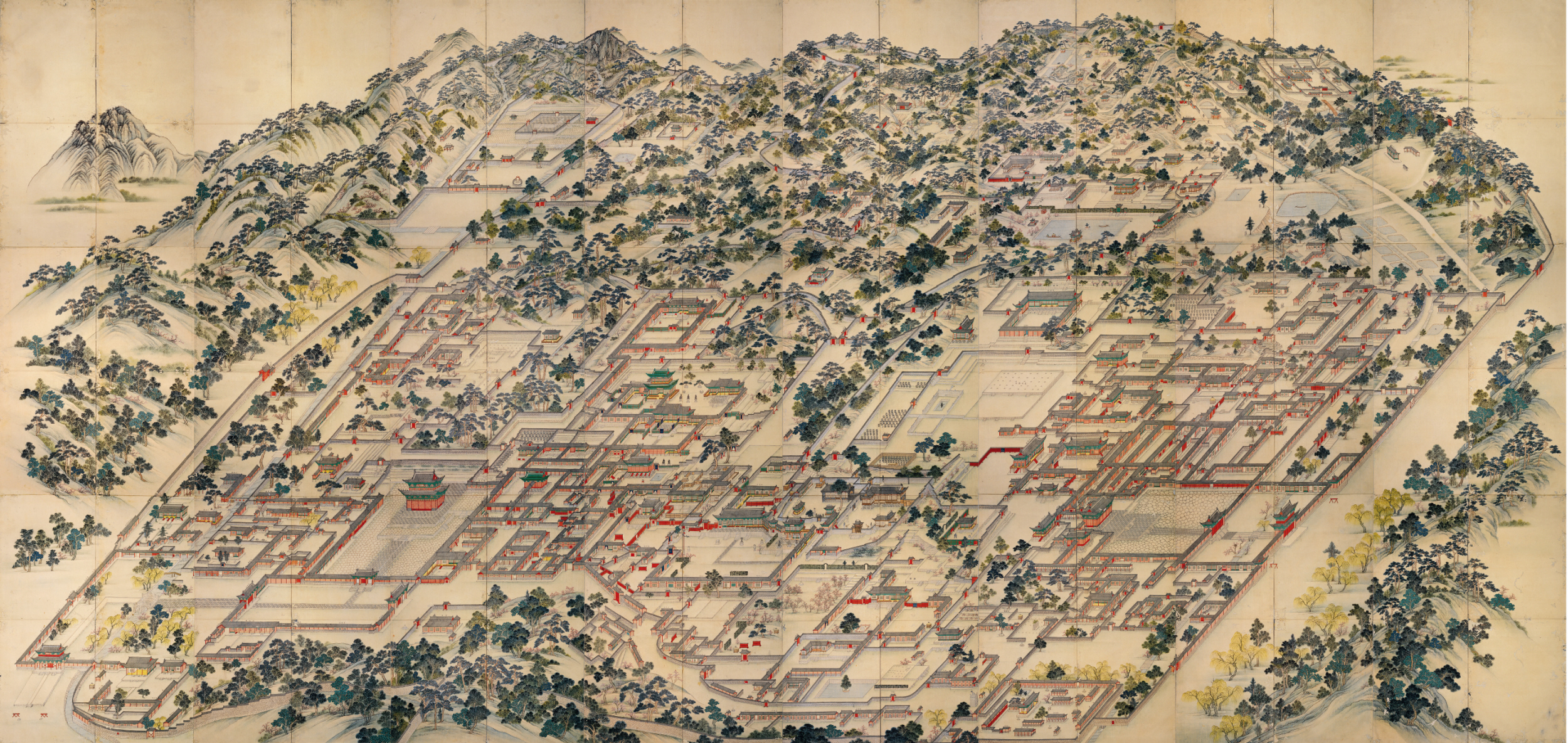
Les palais de l'Est, Donggwol-do. 1828-30. Paravent à 16 feuilles, couleurs sur soie, 274 × 578,2 cm. Musée de l'université Dong-A, Busan.
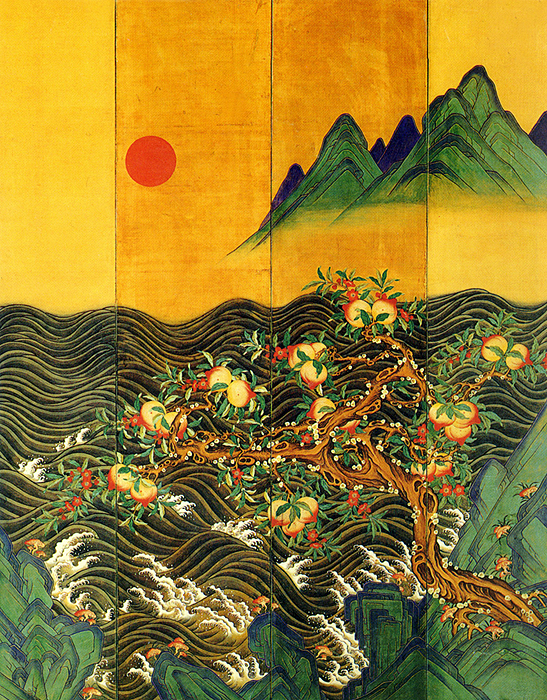
Peinture sur paravent à huit feuilles. Le mois de janvier. XIXe siècle. Musée du Palais national, Séoul
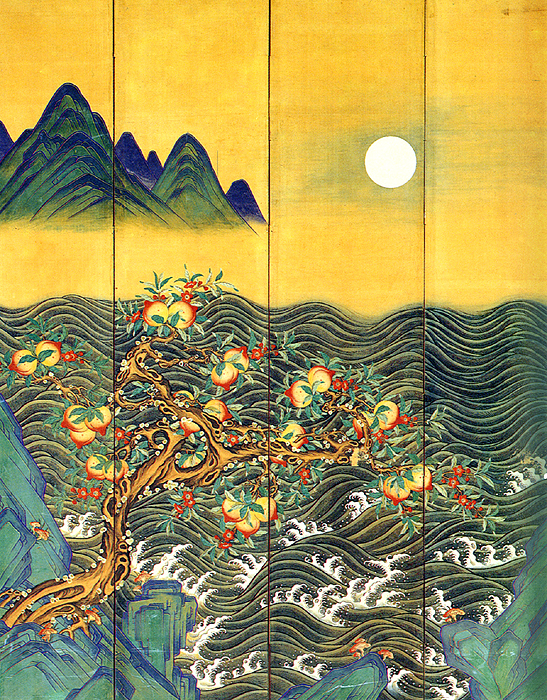
Peinture sur paravent. Le mois de janvier
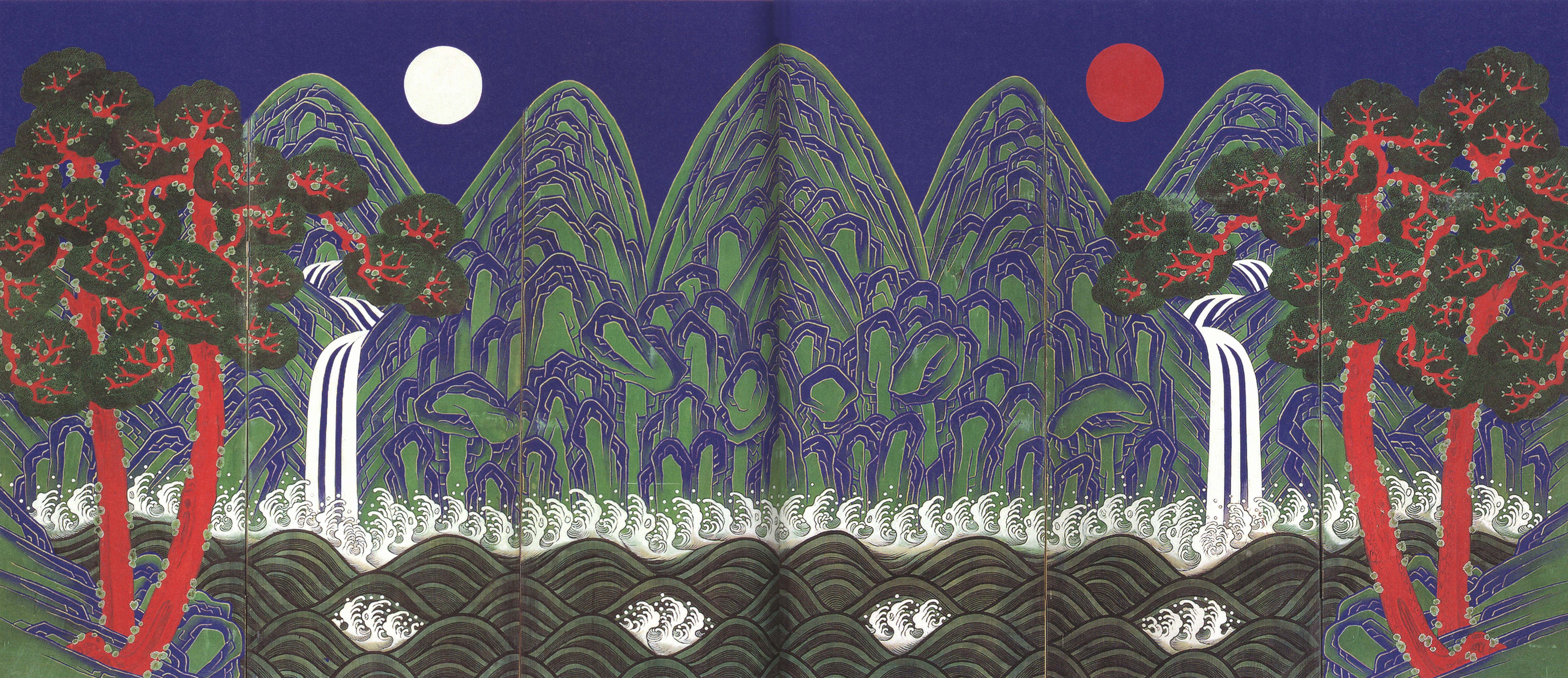
Paravent à 6 feuilles. Irworobongdo : Soleil, Lune et Cinq pics[62]. L. 270 cm. Palais royal.

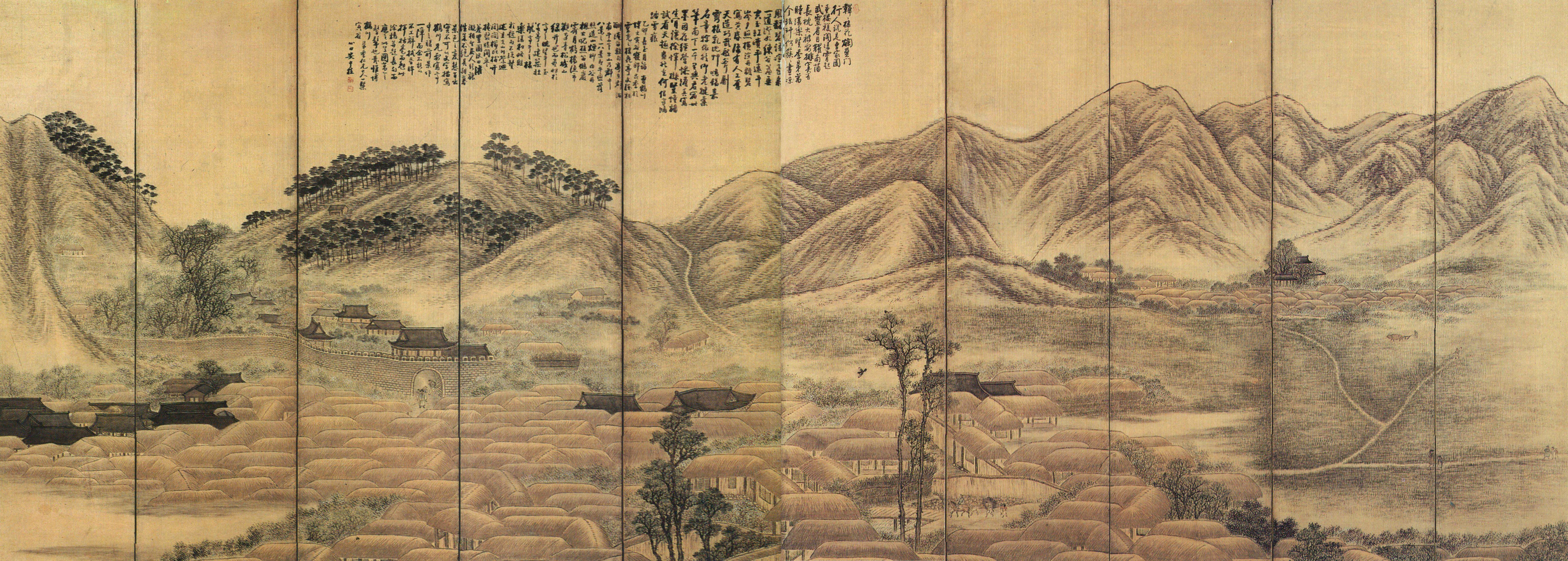
An Jung-sik (1861-1919). Paysage à Yeong-gwang. Paravent, 10 f., 1915. Encre et coul. légères s. soie. L. 473 cm. Leeum, Samsung Museum of Art.

#### Chaekgori
La peinture de paravent sur le thème des livres a un grand succès aux XVIIIe et XIXe siècles. Plus précisément, ce motif, dit chaekgori, élabore des natures mortes sur des paravents et elles sont composées d'un choix d'objets dont se servent les lettrés. On y rencontre donc des livres mais aussi le matériel du calligraphe, des vases de grande valeur, des fleurs et des brûle-parfums et bien d'autres objets rares et décoratifs ou dont la valeur est plutôt symbolique. Le peintre s'approprie les effets de perspective dont la Chine vient d'avoir eu connaissance par l'intermédiaire des jésuites en place à Pékin et transmises par le biais des ambassades coréennes. Des procédés que l'on peut rapprocher de la perspective cavalière étaient en usage en Extrême-Orient depuis l'époque Han. Ces nouveaux procédés vont dans le sens du goût des réformes que favorise le mouvement silhak, « études pratiques » initiées par des encyclopédistes coréens du XVIIe siècle et que soutient le roi Jeongjo (1752-1800). Ces paravents peuvent ainsi évoquer les cabinets de curiosités mais avec des produits chinois et occidentaux, en renversant ainsi la perspective, l'exotisme étant perçu depuis la Corée. Les piles de livres dans ces casiers tous semblables ont, au XXIe siècle, un aspect curieusement « moderne », voire « minimaliste ». Dans ces espaces épurés, les objets, d'une extrême rareté, font écho aux ouvrages dont on ne peut qu'imaginer l'extrême valeur intellectuelle : « une fantaisie abstraite », selon Lee Ufan.

#### Peinture de paysage
Un nouveau style de peinture de paysage apparaît aussi : reprenant les codes de représentation de l'espace architecturé intégré au paysage observé, d'usage en Occident. À la fin du siècle, An Jung-sik (1881-1919), dernier peintre de cour, réalise ainsi, auprès de riches familles, des paysages monumentaux dans un style qui intègre la tradition lettrée de l'encre, son travail subtil du pinceau et ses couleurs légères, à un usage limité de la perspective centrée à l'occidentale. Il n'intègre ces nouveaux éléments qu'avec beaucoup de délicatesse, conservant tous les moyens de la tradition lettrée jusqu'en 1915, tandis qu'une peinture bien plus directement inspirée de l'occident s'approprie la peinture à l'huile, et se tourne vers le Japon au début du XXe siècle.

### Artistes célèbres
Jusqu'à la fin du XVIIe siècle :

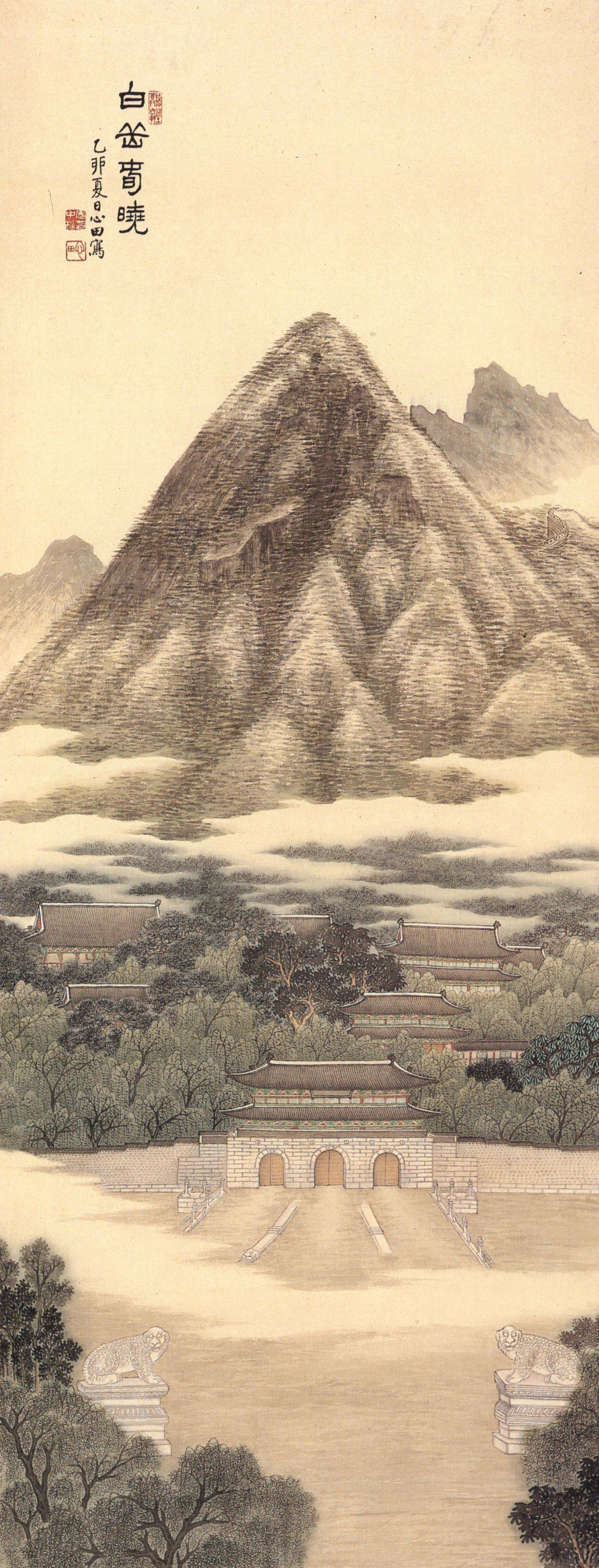
An Jung-sik, 1915. Le Gyeongbokgung (Palais royal) et le mont Baegak. Couleurs sur soie. H 192 cm.
Musée National de Corée

- Ahn Gyeon (act. 1440-1470), peintre de cour
- Kang Huian (1419-1465), peintre, calligraphe et poète
- Shin Saimdang (1504-1551), peintre, calligraphe et poétesse
- Kim Si (1524-1593), peintre
- Yi Jeong (1541-1622), peintre, calligraphe
- Hwang Jipjung, (1553- ?)
- Kim Myeongguk, (1600- ?), auteur du Dalmado, une représentation du Bodhidharma

XVIIIe siècle - XIXe siècle :
- Jeong Seon (1676-1759), un peintre lettré influencé par l'école Wu de la dynastie Ming, célèbre pour ses paysages des montagnes de diamants.
- Yun Du-seo (1668-1715), un portraitiste.
- Kim Duryang (1696-1763), peintre paysagiste, animalier et portraitiste à la cour
- Byeon Sangbyeok (début du XVIIIe), peintre de la cour célèbre pour la précision de ses peintures, en particulier pour ses chats
- Kang Sehwang (1713-1791), un peintre, un calligraphe et un critique d'art.
- Danwon (1745-1806 ?), de son vrai nom Kim Hong-do, réalise, jeune, le portrait du roi. Ses peintures sont d'un réalisme intense, comme son célèbre Tigre du musée national de Corée. Son album de scènes populaires présente la vie du peuple dans ses activités quotidiennes et ses fêtes, d'un pinceau vif et juste.
- Kim Deuksin (1754-1822), peintre de la cour. Tout comme Danwon, il est célèbre pour son pungsokhwa (des illustrations de la vie quotidienne).
- Hyewon (1758-après 1813), de son vrai nom Shin Yun-bok. Il était un peintre de la cour. Il a peint souvent des personnages de la classe yangban se déplaçant dans un paysage stylisé. Il est célèbre pour ses rouges et ses bleus puissants ainsi que pour ses montagnes grisâtres.
- Owon (1843-1897), de son vrai nom Jang Seun-eop est le dernier des « trois wons » de la dynastie Joseon.

## Période moderne et contemporaine

### Occupation japonaise

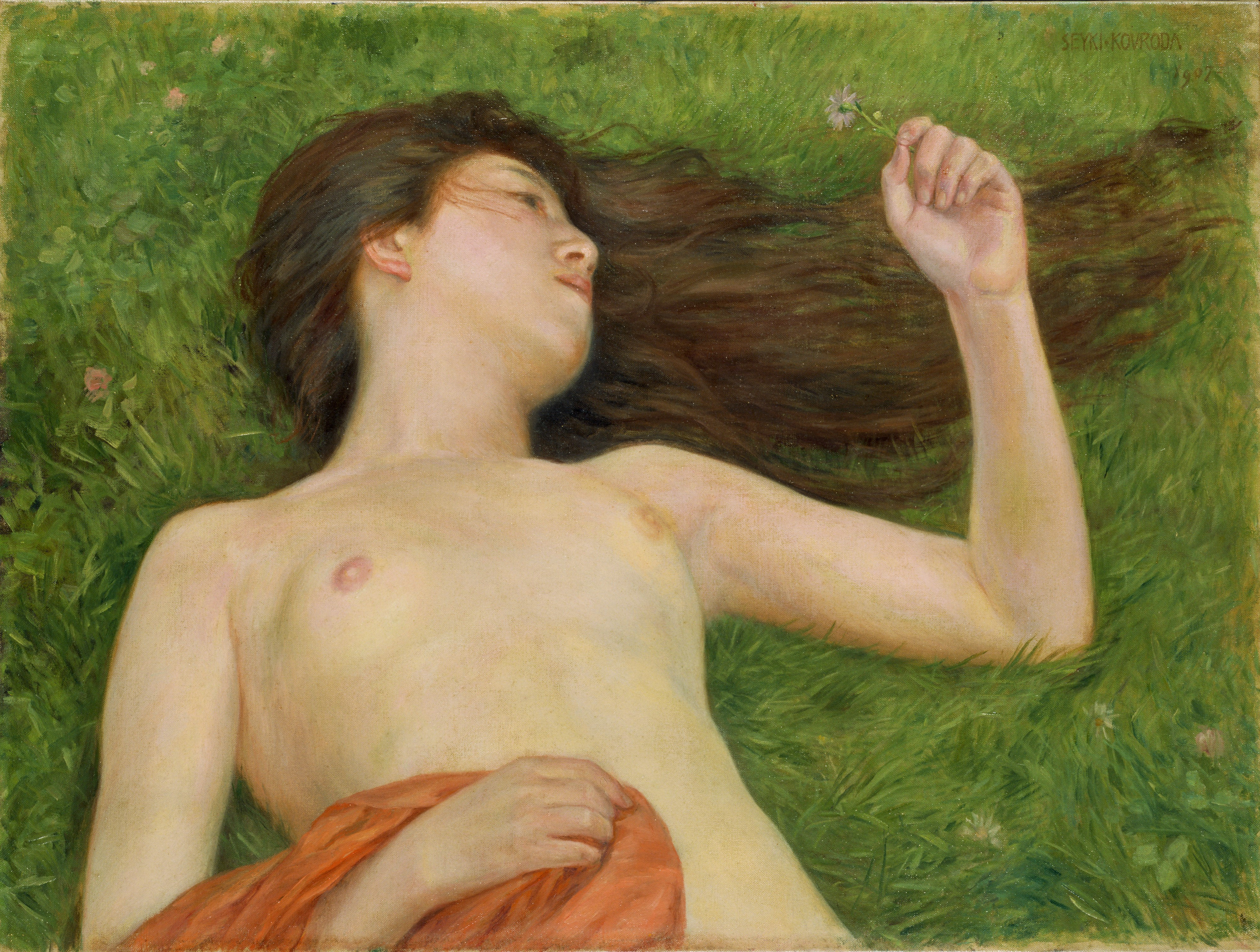
Les champs, huile sur toile, 1905. Kuroda Seiki, professeur de peinture de Ko Hui-dong (1886-1965), à l'École des beaux-arts de Tokyo jusqu'en 1915). Cette œuvre combine peinture académique (pratique d'atelier) et peinture sur le motif (lumière extérieure, couleurs claires)

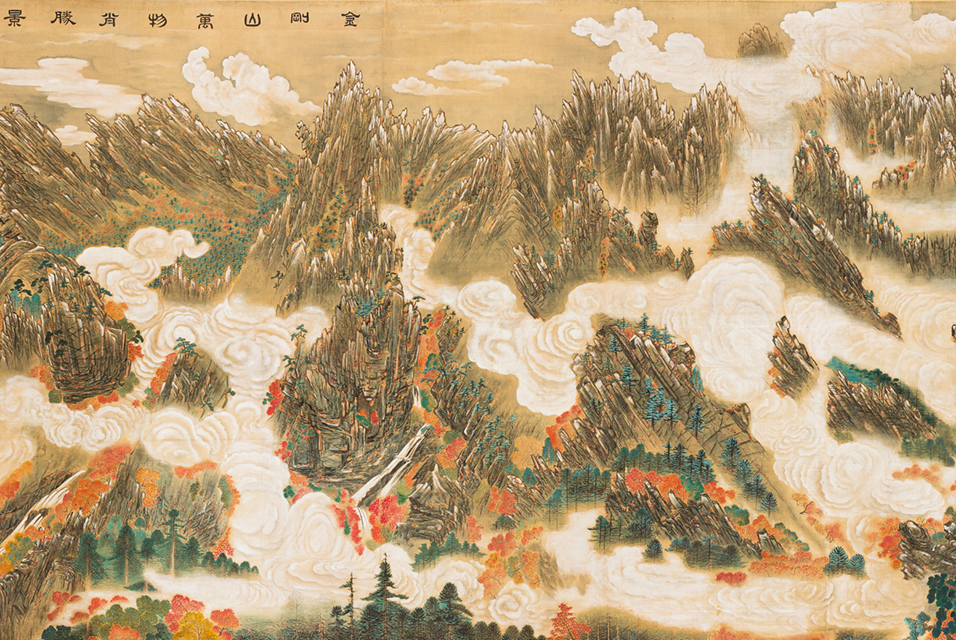
Kim Gyu-jin (1868-1933). Vue extraordinaire des Manmulsang, dans les monts Kumgangsan. 1920

À partir des années 1880 et jusqu'en 1945, les artistes traditionnels ont connu une période difficile. Les envahisseurs japonais ont tenté d'effacer et d'éliminer l'art coréen par le pillage et la destruction des œuvres d'art, par la fermeture des écoles d'art coréennes et en forçant les quelques artistes qui restaient à suivre le style japonais.
C'est à partir de 1910, sous l'occupation japonaise que l'art coréen entre en contact étroit avec l'art occidental. La technique de la peinture à l'huile avec la peinture académique est introduite tout comme le style des modernes, l'impressionnisme et le fauvisme. En ce temps-là, la plus importante exposition annuelle d'art est organisée par le gouvernement colonial, les jurés sont japonais ou des collaborateurs pro-japonais qui favorisent le modernisme, donc la peinture à l'huile et cherchent à écarter la calligraphie. Ces changements mettent à l'écart les peintres coréens traditionnels. D'un autre côté, la peinture à l'huile est mal acceptée car elle est perçue comme un outil du colonisateur pour faire disparaître la peinture coréenne. Finalement, la peinture traditionnelle se modernise et finit par ressembler fortement à la peinture japonaise moderne, fortement inspirée par l'art moderne occidental.
Misul : En 1911, un groupe de peintres-calligraphes coréens fonde l'Institut de Calligraphie et des Beaux-Arts (sohwa misulhoe kangsupso), première école d'art ; c'est première fois que le concept occidental d'art est employé en Corée, le mot misul. En 1918 et malgré des difficultés du moment, la « Société des peintres et calligraphes » est créée. Le peintre à l'encre An Jung-sik (1861-1919) en est le président. Les autres peintres sont majoritairement des peintres à l'encre, dont Jo Seok-jin, O Se-chang, Kim Gyu-jin, Kim Eung-won, Jeong Hak-kyo et Yi Do-yeong. À cette société le peintre moderne Ko Hui-dong apporte de nouvelles idées. Elle ouvrira son premier Salon en 1921, intitulé Hyeopjeon (Exposition de Société). L'intérêt des artistes pour les nouveautés ne se traduisait pas dans leur pratique, étant assujettis au goût conservateur des éventuels acheteurs.
L'évolution de la peinture de Ko Hui-dong (1886-1965) permet de percevoir les déplacements en jeu. Il est le premier à avoir étudié la peinture occidentale. Son père, issu d'une famille de yangban, a fait des études en Chine et devient le premier coréen interprète en anglais, puis il fait partie de la première délégation coréenne aux États-Unis en 1883. Il s'intéresse à la peinture et à la poésie. Le petit Ko Hui-dong fait ses études à l'école française Hanseong. Il étudie la peinture traditionnelle. En 1909, il va à Tokyo et pratique la peinture auprès de Kuroda Seiki à l'école des beaux arts de Tokyo. Il perçoit la tradition chinoise de peinture comme un enfermement, dans lequel les peintres comme les commanditaires, soucieux de leur appartenance à la classe des lettrés, étaient pris. En 1915 il représente La lessive à la rivière, un couple au travail dans un paysage qui s'éloigne jusqu'à l'horizon, à l'encre et couleurs légères sur soie (23 × 27 cm.), alors qu'il revient de Tokyo où on lui a enseigné la peinture à l'huile. Cependant comme le remarque Kim Youngna, dans son rare ouvrage sur l'art coréen moderne et contemporain, cette peinture apparemment traditionnelle ne l'est pas. Tout d'abord, le sujet, car c'est briser un tabou que de représenter homme et femme dans le même espace public, le buste de l'homme étant, de plus, dénudé. Quant au paysage, il introduit les trois plans de l'espace occidental, avec un lointain bleuissant. Ko Hui-dong s'associa à plusieurs groupes artistes et enseigna, entre autres, la peinture à l'huile. Un bel autoportrait à l'huile de 1915, témoigne de sa maitrise de la figuration naturaliste moderne aux ombres vertes sur le visage et bleu-violacé sur la chemise, en maintenant des subtilités dans le modelé.
Nombreux seront ces peintres modernes coréens qui moderniseront leur peinture, dans un style naturaliste occidental, avec des moyens traditionnels, couleurs sur soie, dont Kim Un-ho en 1923 (encre et couleurs sur papier), Chang Woo-soung, en 1943 (format monumental, 215 × 171 cm). D'autres s'engagent fermement dans la rupture, comme Yi Ma-dong, dans son portrait d'homme de 1931, à l'huile, simple figure dressée, aux reliefs puissants. Il en est de même pour les portraits de femme, dans leur intérieur "modernisé" par un gramophone, ou par une pose décontractée, To Sang-bong en 1933, ou la femme exerçant un « métier d'homme » devant son microscope, dans un style précisionniste (Yi Yu-tae en 1944). Enfin plus problématiques sont ceux qui choisissent des motifs « couleur locale », comme Lee In-sung (1912-1950), dont la démarche peut tout aussi bien être mise au compte du colonialisme dominant ou comme une marque de nationalisme.

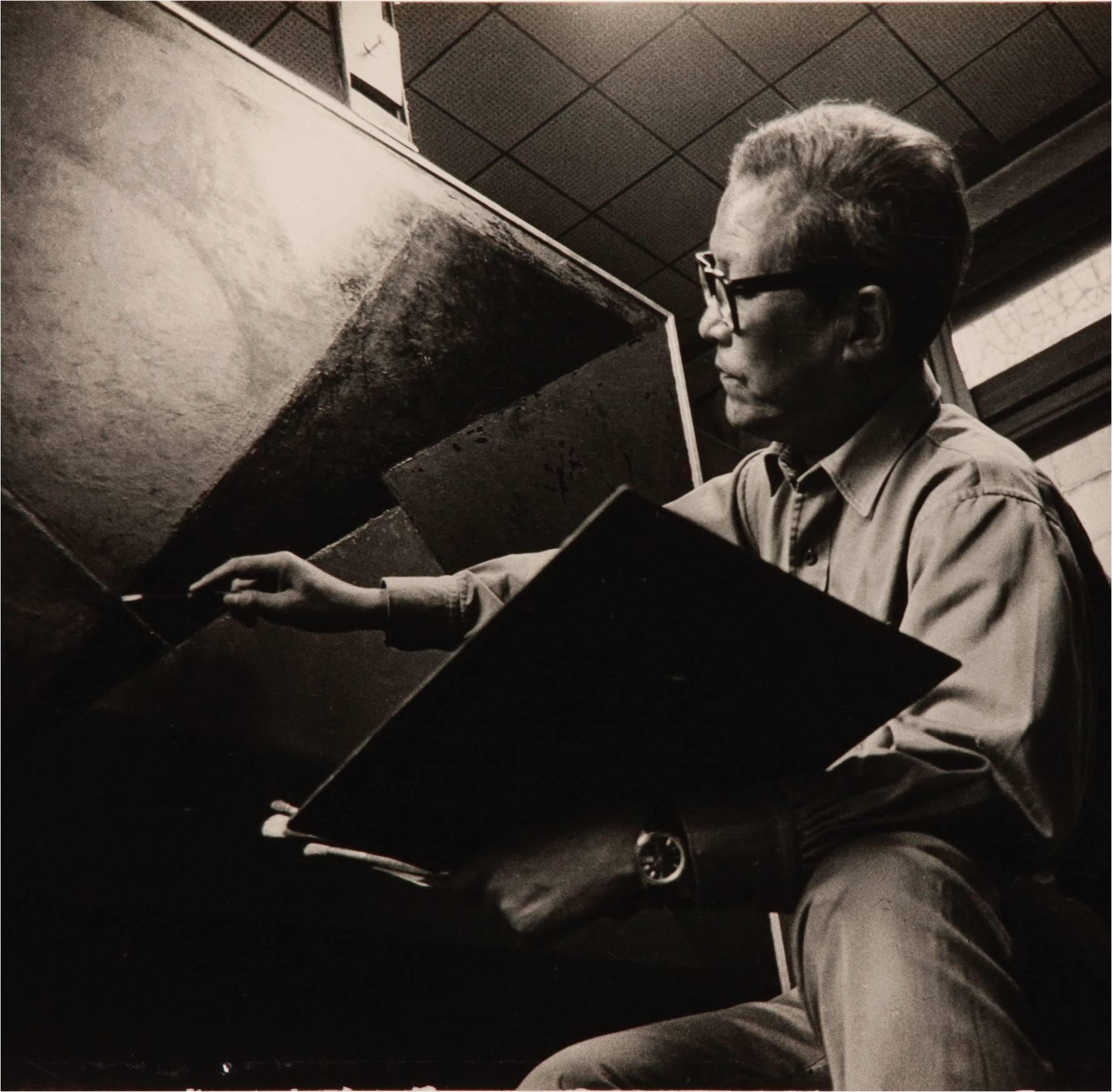
Le peintre Yoo Youngkuk, dans son atelier vers 1968. Pratique l'abstraction géométrique dans les années 1930.

Le colonisateur organise les premières expositions d'artistes, d'abord japonais, puis coréens dès 1916, dans le but supposé de dépolitiser une partie des intellectuels. La première « Exposition d'art Joseon », conçu par et, essentiellement, pour les colonisateurs, se tient en 1922. Par ailleurs, l'introduction du Nu, en tant que genre artistique, vient perturber les valeurs confucéennes et les comportements. La plupart des membres des jurys sont alors des professeurs ou des artistes de l'école des beaux arts de Tokyo. Des déformations expressionnistes, l'usage de couleurs fauves sont des indicateurs d'une intense circulation de l'information dans le monde de l'art international qui parvient en Corée. Ce qui ne va pas manquer de poser la question, pour certains, de l'« identité » de l'art coréen (Pai Un-soung, Famille, 1930-35, 140 × 200 cm.) : frontalité, modelé presqu'inexistant, composition en frise avec effet de symétrie partielle, costumes traditionnels, palette réduite, tons assourdis. Le portrait de famille ne peut s'écarter du naturalisme et se cherche, « naturellement », une formulation où les anciens codes sont toujours apparents. D'autre part, de nombreux coréens, dont certains artistes, depuis le soulèvement du 1er Mars et sa répression en 1919, puis la seconde guerre mondiale et ensuite dans le contexte de la guerre de Corée (1950-1953), vont tenter de trouver en Occident une liberté et une sécurité qui leur sont inaccessibles dans leur propre pays. Paris en accueille quelques-uns, attirés à partir des années 1950 par le rayonnement culturel de la capitale française dans une Europe pacifiée. Kim Wanki, dont la peinture évolue d'une figuration stylisée (années 1950) à l'abstraction monochrome (années 1970), passe par Paris de 1955 à 1958.
Personnalité d'exception, Yoo Youngkuk (1916-2002) construit les premières formes d'art abstrait géométrique coréens à Tokyo, lors de sa formation à l'école professionnelle d'art Bunka Gakuin, dans les années 1930, mais en autodidacte Un relief de 1939 (reconstruit en 1979) est composé de 6 rectangles monochromes de peinture à l'huile laquée, se chevauchant en partie pour certains, d'autres n'étant en contact que par un angle, en 6 reliefs distincts, directement sur le mur. Il y apprend aussi la photographie. De retour en Corée, il cesse toute pratique artistique de 1943 à 1955. Il devient, ensuite, le promoteur d'une abstraction paysagère qui est reconnue internationalement dans les années 1960-70.

### Peinture moderne de Corée du Nord
La première génération de peintres est représentée par Kim Jugyong (1902-1981) et Kil Jinsop (1907-1975), qui emploient l'huile, faisaient partie des rares privilégiés qui avaient pu faire leurs études au Japon. À leur arrivée en Corée du Nord, ils s'engagent politiquement, Kim est élu au conseil constitutionnel et réalise le drapeau et l'emblème national. Kil devient un théoricien décisif dans la quête d'une nouvelle esthétique coréenne. En effet, après la période coloniale, la coréanisation de l'art est de la plus haute importance.
Dans les années 1950, le réalisme socialiste a encore une grande influence. Ainsi, le magazine Joson Misul (l'art coréen) explique en 1959 comment composer le portrait d'un travailleur dans ce style : un corps musclé et plein de sueur, un maillot de corps sale et déchiré et un air sombre. Peu après, dès les années 1960, l'idéologie Juche est mise en pratique : les travailleurs sont représentés propres, bien habillés et le sourire aux lèvres. Ultérieurement, l'article 45 de la constitution de 1972 définit l'art Juche comme étant national dans la forme et socialiste dans le contenu.

### Peinture moderne et contemporaine de Corée du Sud

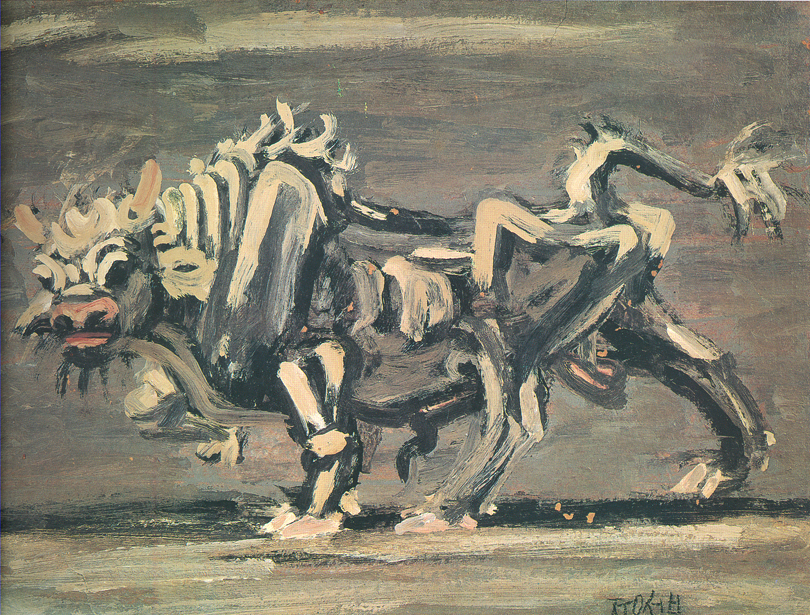
Lee Jung-seop (1916-1956). Bœuf blanc (1954)

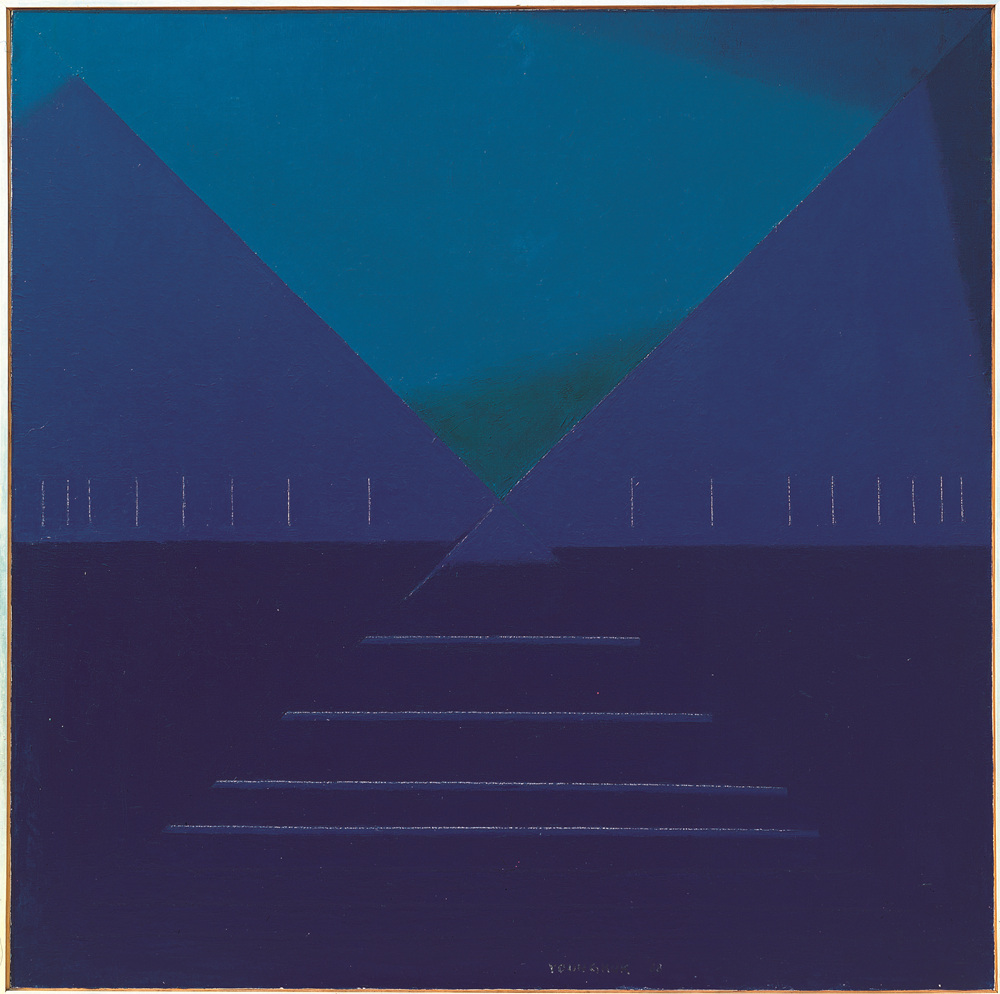
Yoo Youngkuk (1916-2002). Work, 1963, huile sur toile,

Pour les peintres coréens de l'après-guerre, la peinture figurative se renouvelle avec cette génération. Le célèbre Bœuf blanc (1954) de Lee Jung-seop, expressionniste, terriblement amaigri est à l'image du pays, de ses habitants et de cet artiste qui ne parvient pas à s'arracher à la misère. Celle de Park Soo-keun (1914-1965) se détache du formalisme d'une figuration géométrisée, d'avant guerre, y introduisant des matières rugueuses « cubistes », en rapport avec la représentation des conditions de vie matérielles extrêmement difficiles du peuple coréen de l'après-guerre.
Au cours de cette période la place parisienne tend à s'effacer au profit du « rouleau compresseur » américain, soutenu par une politique étrangère agressive, y compris sur le plan culturel. Les revues d'art américaines à partir des années 1950 diffusent rapidement l'image d'œuvres qui deviennent mondialement connues, imitées. C'est le temps de l'école de New York, avec Jackson Pollock devenu une icône. Les notions d'individualisme et de risque de sa peinture présentent des caractéristiques de la culture moderne internationale auquel le nouveau libéralisme s'identifiait au moment de la guerre froide. Lee Ungno (1904-1989), qui pratiquait la tradition de peinture à l'encre, étudie au Japon puis trouve un nouveau souffle à Paris en 1958. Son appropriation de la figuration et de l'abstraction telles qu'elles ont été pratiquées par le mouvement moderne, et des moyens traditionnels, encre et papier coréen, converge avec le dynamisme de la Corée des années 1980, années de démocratisation, et au delà, de tout un pan de l'art contemporain coréen.
La peinture abstraite domine dans les années 1960, la matière de la peinture y est très importante. Cette peinture abstraite va jusqu'à l'art informel ou l'expressionnisme abstrait. Ces tendances se rassemblent au sein de l'Association des artistes contemporains, vers 1957. C'est le cas de Ha Chong-Hyun, parmi tant d'autres et de Park Seo-bo (1931), dans les années 1950, avec de très hauts reliefs, comme Pierre Soulages en France dans ces mêmes années. Park Seo-bo se dégage ensuite, souvent, de la matérialité de l'huile triturée pour évoquer des matières par des moyens graphiques (Écritures, des années 1970 jusqu'aux années 2000), sur des compositions en trame, quasi minimalistes, voire monochromatiques (2017). La réduction des moyens plastiques, qui se manifeste dans la démarche de Park Seo-bo, est un courant général de l'art depuis la fin des années 1960. Les peintures d'Agnès Martin (1912-2004), aux États-Unis, en sont un bon exemple. Ce courant va aussi donner lieu à une vision tournée vers l'immatériel, avec des couleurs presque indiscernables, voire monochromes, comme celles de Park Seo-bo en 2017.
Une tout autre voie, l'Art minjung, appartient à un mouvement de retour à la figuration, mouvement international, revivifié ici dans le contexte politique coréen des années 1980, sous le régime autoritaire du général Chun Doo-hwan (au pouvoir de 1980 à 1988). Les jeunes artistes d'alors, opposés au capitalisme et à la culture bourgeoise, font revivre les traditions de l'image bouddhique, gravures sur bois, les peintures du chamanisme, encore populaires, et veulent créer une culture nationale fondée sur ce que partagent les masses populaires en Corée. Ils portent une critique virulente à l'encontre du concept moderne de « l'Art pour l'art ». Oh Yoon (O Yun) (1946-1986) en est un bon exemple, connu par ses gravures sur bois. Il réactive donc les formules de la xylographie moderne (gravures expressionnistes allemandes dès avant 1918) avec des motifs culturellement bien marqués du sceau de la Corée. Il s'agit du minjung en tant que mouvement culturel, politique et populaire du combat pour la démocratie. Ce mouvement reprend à la tradition nationale ce qui a été dévalorisé auparavant : l'art populaire, la peinture de genre (par exemple les dessins de Danwon), les gravures, et le caractère narratif de l'art bouddhiste, volontiers caricatural et s'adressant à tout le monde.
La distinction entre un art moderne ou contemporain, sous-entendu « international », et un art proprement « coréen » a favorisé la reconnaissance d'une peinture à l'encre ou encre et couleurs, dite Hanguk-hwa. Cette peinture figurative, parfois d'un réalisme détaillé mais ailleurs avec de puissants jeux d'eau ou d'encre peut aboutir à une évocation de paysage quasi-abstrait, une abstraction paysagère. Elle est toujours pratiquée en 2016.
Depuis les années 1960, la tendance internationale à faire éclater les genres, peinture, sculpture, photographie, vidéo, performance... crée des formes nouvelles et souvent hybrides. L'art contemporain bénéficie de plus en plus de la mondialisation de l'information, et les artistes coréens, comme les autres, circulent aux quatre coins de la planète. Ceci ne veut pas dire que tout se ressemble, mais la notion d'art contemporain coréen s'applique à tous les artistes d'origine coréenne qui sont bien souvent absents de Corée, et en tant qu'artistes d'aujourd'hui semblent détachés de la peinture traditionnelle coréenne. Cependant leurs références à la Corée, à leur connaissance du pays et à son histoire nourrissent leur travail. Lee Ufan dépose un rapide coup de pinceau de bleu pur sur une porcelaine de Park Youngsook, évoquant ainsi de nombreux liens avec l'histoire de l'art coréen. Les pratiques de l'art contemporain se généralisent dans les années 1970, partout dans le monde, deviennent souvent monumentales (Mono-ha), et se renouvellent au contact de nouvelles technologies, comme l'art vidéo. Les artistes mettent l'accent sur leur démarche, quels que soient les moyens qu'ils aient choisis. Ainsi la peinture n'est souvent qu'un moyen souvent associé à d'autres pour produire un effet sur le spectateur. Lee Ufan, né en 1936, est une figure essentielle de l'art contemporain qui utilise la peinture dans cette optique. Il participe aux textes fondateurs, à Tokyo, du Mono-ha (1968-1975), littéralement « école (-ha) des choses (mono) ». Il met en relation différents matériaux, mais aussi ces matériaux et l'espace environnant. Ce peut être, en 2010, la simple apposition d'une brosse chargée de matière qui se révèle du bleu le plus intense après passage au four à céramique, sur une assiette de porcelaine du blanc le plus pur, de Park Youngsook (né en 1947). Les tableaux du musée Lee Ufan, à Naoshima, sont créés, en relation à l'espace du tableau, « avec des coups de pinceau qui semblent se synchroniser avec le rythme du souffle calme de l'artiste ».
L'art contemporain, pratiqué par des artistes d'origine coréenne, mais vivants souvent ailleurs dans le monde, participe à un renouvellement constant des formes artistiques où la peinture reste vivante.